# The Walking Dead (serie televisiva)
The Walking Dead è una serie televisiva statunitense ideata da Frank Darabont.  
È basata sull'omonima serie a fumetti scritta da Robert Kirkman, anche produttore esecutivo dello show, illustrata da Tony Moore e Charlie Adlard e pubblicata dalla Image Comics. Rispetto al fumetto, di cui comunque vengono seguite le linee guida a livello di trama, la serie presenta parecchie novità nella storia, come ad esempio l'introduzione di personaggi inediti.
Il primo episodio è stato trasmesso dal canale televisivo AMC il 31 ottobre 2010, durante il Fearfest. In Italia è stata trasmessa, quasi in contemporanea, da Fox a partire dal 1º novembre dello stesso anno, fino alla decima stagione inclusa; l'episodio pilota è stato invece trasmesso in chiaro da Cielo il 21 aprile 2012.
Dal 2 luglio 2021 le prime 10 stagioni della serie sono state rese disponibili sulla piattaforma streaming Disney+ nella sezione Star in esclusiva, mentre dal 23 agosto 2021 è stata pubblicata anche l'undicesima stagione in esclusiva. A partire dal 16 luglio 2025 Sky Italia, che possiede attualmente i diritti per la trasmissione della serie, trasmette per la prima volta in chiaro sul digitale terrestre la serie, sul canale Cielo.

## Trama
Rick Grimes è un vice sceriffo vittima di un incidente durante uno scontro a fuoco con dei fuorilegge: colpito alla schiena, va in coma, lasciando tra le lacrime la moglie Lori e il figlio Carl. Il risveglio, poco tempo dopo, è traumatico: l'ospedale è distrutto ed è pieno di cadaveri. Rick non ci metterà molto a capire la situazione: il "virus", che sembrava essere controllato prima del suo incidente, ha preso piede. I morti si risvegliano e attaccano i vivi, la cui presenza è sempre minore. Il vicesceriffo sfrutterà tutte le sue abilità di sopravvivenza e di capacità con le armi per sopravvivere e uscire dalla città, trovando altri superstiti rifugiati tra i boschi; tra questi, ritrova la famiglia e il suo migliore amico Shane. Costretti continuamente a spostarsi, presto si accorgeranno che i primi e veri nemici non sono i morti che camminano, ma sono proprio gli esseri umani, che sono spinti unicamente dall'istinto di sopravvivenza.

## Episodi
| Stagione            | Episodi | Prima TV USA | Prima TV Italia/Pubblicazione Italia |
| ------------------- | ------- | ------------ | ------------------------------------ |
| Prima stagione      | 6       | 2010         | 2010                                 |
| Seconda stagione    | 13      | 2011-2012    | 2011-2012                            |
| Terza stagione      | 16      | 2012-2013    | 2012-2013                            |
| Quarta stagione     | 16      | 2013-2014    | 2013-2014                            |
| Quinta stagione     | 16      | 2014-2015    | 2014-2015                            |
| Sesta stagione      | 16      | 2015-2016    | 2015-2016                            |
| Settima stagione    | 16      | 2016-2017    | 2016-2017                            |
| Ottava stagione     | 16      | 2017-2018    | 2017-2018                            |
| Nona stagione       | 16      | 2018-2019    | 2018-2019                            |
| Decima stagione     | 22      | 2019-2021    | 2019-2021                            |
| Undicesima stagione | 24      | 2021-2022    | 2021-2022                            |

## Personaggi e interpreti
- Rick Grimes (stagioni 1-9; 11), interpretato da Andrew Lincoln, doppiato da Christian Iansante.
- Shane Walsh (stagioni 1-2; ospite: stagioni 3, 9), interpretato da Jon Bernthal, doppiato da Giorgio Borghetti[5].
- Lori Grimes (stagioni 1-3), interpretata da Sarah Wayne Callies, doppiata da Chiara Colizzi.
- Andrea (stagioni 1-3), interpretata da Laurie Holden, doppiata da Alessandra Cassioli.
- Dale Horvath (stagioni 1-2), interpretato da Jeffrey DeMunn, doppiato da Stefano De Sando.
- Glenn Rhee (stagioni 1-7), interpretato da Steven Yeun, doppiato da Andrea Mete.
- Carl Grimes (stagioni 1-8), interpretato da Chandler Riggs, doppiato da Tito Marteddu.
- Daryl Dixon (ricorrente: stagione 1; regolare: stagioni 2-11), interpretato da Norman Reedus, doppiato da Francesco Pezzulli.
- Carol Peletier (ricorrente: stagioni 1-2; regolare: stagioni 3-11), interpretata da Melissa McBride, doppiata da Michela Alborghetti.
- Merle Dixon (ricorrente: stagione 1; ospite: stagione 2; regolare: stagione 3), interpretato da Michael Rooker, doppiato da Roberto Draghetti.
- Morgan Jones (ospite: stagioni 1, 3; ricorrente: stagione 5; regolare: stagioni 6-8), interpretato da Lennie James, doppiato da Paolo Marchese.
- Hershel Greene (ricorrente: stagione 2; regolare: stagioni 3-4; ospite: stagione 9), interpretato da Scott Wilson, doppiato da Dario Penne[6].
- Maggie Greene (ricorrente: stagione 2; regolare: stagioni 3-11), interpretata da Lauren Cohan, doppiata da Chiara Gioncardi.
- Beth Greene (ricorrente: stagioni 2-3; regolare: stagioni 4-5), interpretata da Emily Kinney, doppiata da Veronica Puccio.
- Michonne (stagioni 3-10), interpretata da Danai Gurira, doppiata da Laura Lenghi.
- Philip Blake / Il Governatore (stagioni 3-4; ospite: stagione 5), interpretato da David Morrissey, doppiato da Roberto Pedicini.
- Judith Grimes (ricorrente: stagioni 3-9; regolare: stagioni 10-11), interpretata da Cailey Fleming[7], doppiata da Sara Tesei.
- Tyreese (ricorrente: stagione 3; regolare: stagioni 4-5), interpretato da Chad Coleman, doppiato da Fabio Boccanera.
- Sasha (ricorrente: stagione 3; regolare: stagioni 4-7; ospite: stagione 9), interpretata da Sonequa Martin-Green, doppiata da Domitilla D'Amico.
- Bob Stookey (stagioni 4-5), interpretato da Lawrence Gilliard Jr., doppiato da Gianfranco Miranda.
- Tara Chambler (ricorrente: stagione 4; regolare: stagioni 5-9), interpretata da Alanna Masterson, doppiata da Erica Necci.
- Abraham Ford (ricorrente: stagione 4; regolare: stagioni 5-7), interpretato da Michael Cudlitz, doppiato da Franco Mannella.
- Eugene Porter (ricorrente: stagione 4; regolare: stagioni 5-11), interpretato da Josh McDermitt, doppiato da David Chevalier.
- Rosita Espinosa (ricorrente: stagione 4; regolare: stagioni 5-11), interpretata da Christian Serratos, doppiata da Benedetta Degli Innocenti.
- Gabriel Stokes (stagioni 5-11), interpretato da Seth Gilliam, doppiato da Fabrizio Vidale.
- Aaron (ricorrente: stagione 5; regolare: stagioni 6-11), interpretato da Ross Marquand, doppiato da Edoardo Stoppacciaro.
- Jessie Anderson (ricorrente: stagione 5; regolare: stagione 6), interpretata da Alexandra Breckenridge, doppiata da Gemma Donati.
- Deanna Monroe (ricorrente: stagione 5; regolare: stagione 6), interpretata da Tovah Feldshuh, doppiata da Cinzia De Carolis.
- Spencer Monroe (ricorrente: stagione 5; regolare: stagioni 6-7), interpretato da Austin Nichols, doppiato da Daniele Giuliani.
- Enid (ricorrente: stagioni 5-7; regolare: stagioni 8-9), interpretata da Katelyn Nacon, doppiata da Vittoria Bartolomei.
- Dwight (ricorrente: stagione 6; regolare: stagioni 7-8), interpretato da Austin Amelio, doppiato da Simone Crisari.
- Paul Rovia / Jesus (ricorrente: stagione 6; regolare: stagioni 7-9), interpretato da Tom Payne, doppiato da Emiliano Coltorti.
- Gregory (ospite: stagione 6; regolare: stagioni 7-9), interpretato da Xander Berkeley, doppiato da Fabrizio Pucci.
- Negan (ospite: stagione 6; regolare: stagioni 7-11), interpretato da Jeffrey Dean Morgan, doppiato da Fabrizio Temperini.
- Simon (ospite: stagione 6; ricorrente: stagione 7; regolare: stagione 8), interpretato da Steven Ogg, doppiato da Oreste Baldini.
- Ezekiel (ricorrente: stagione 7; regolare: stagioni 8-11), interpretato da Khary Payton, doppiato da Massimo Bitossi[8].
- Jerry (ricorrente: stagioni 7-9; regolare: stagioni 10-11), interpretato da Cooper Andrews, doppiato da Emilio Mauro Barchiesi.
- Anne / Jadis (ricorrente: stagione 7; regolare: stagioni 8-9), interpretata da Pollyanna McIntosh, doppiata da Federica De Bortoli.
- Siddiq (ricorrente: stagione 8; regolare: stagioni 9-10), interpretato da Avi Nash, doppiato da Lorenzo De Angelis.
- Alden (ricorrente: stagione 8; regolare: stagioni 9-11), interpretato da Callan McAuliffe, doppiato da Flavio Aquilone.
- Magna (ricorrente: stagione 9; regolare: stagioni 10-11), interpretata da Nadia Hilker, doppiata da Barbara Pitotti[9].
- Yumiko (ricorrente: stagione 9; regolare: stagioni 10-11), interpretata da Eleanor Matsuura, doppiata da Eleonora Reti.
- Connie (ricorrente: stagione 9; regolare: stagioni 10-11), interpretata da Lauren Ridloff.
- Lydia (ricorrente: stagione 9; regolare: stagioni 10-11), interpretata da Cassady McClincy, doppiata da Sara Labidi.
- Alpha (stagioni 9-10), interpretata da Samantha Morton, doppiata da Barbara De Bortoli.
- Beta (ricorrente: stagione 9; regolare: stagione 10), interpretato da Ryan Hurst, doppiato da Massimo De Ambrosis.
- Juanita Sanchez / Principessa (ricorrente: stagione 10; regolare: stagione 11), interpretata da Paola Lázaro, doppiata da Ludovica Bebi.
- Michael Mercer (stagione 11), interpretato da Michael James Shaw, doppiato da Alessandro Budroni.
- Pamela Milton (stagione 11), interpretata da Laila Robins, doppiato da Tiziana Avarista.

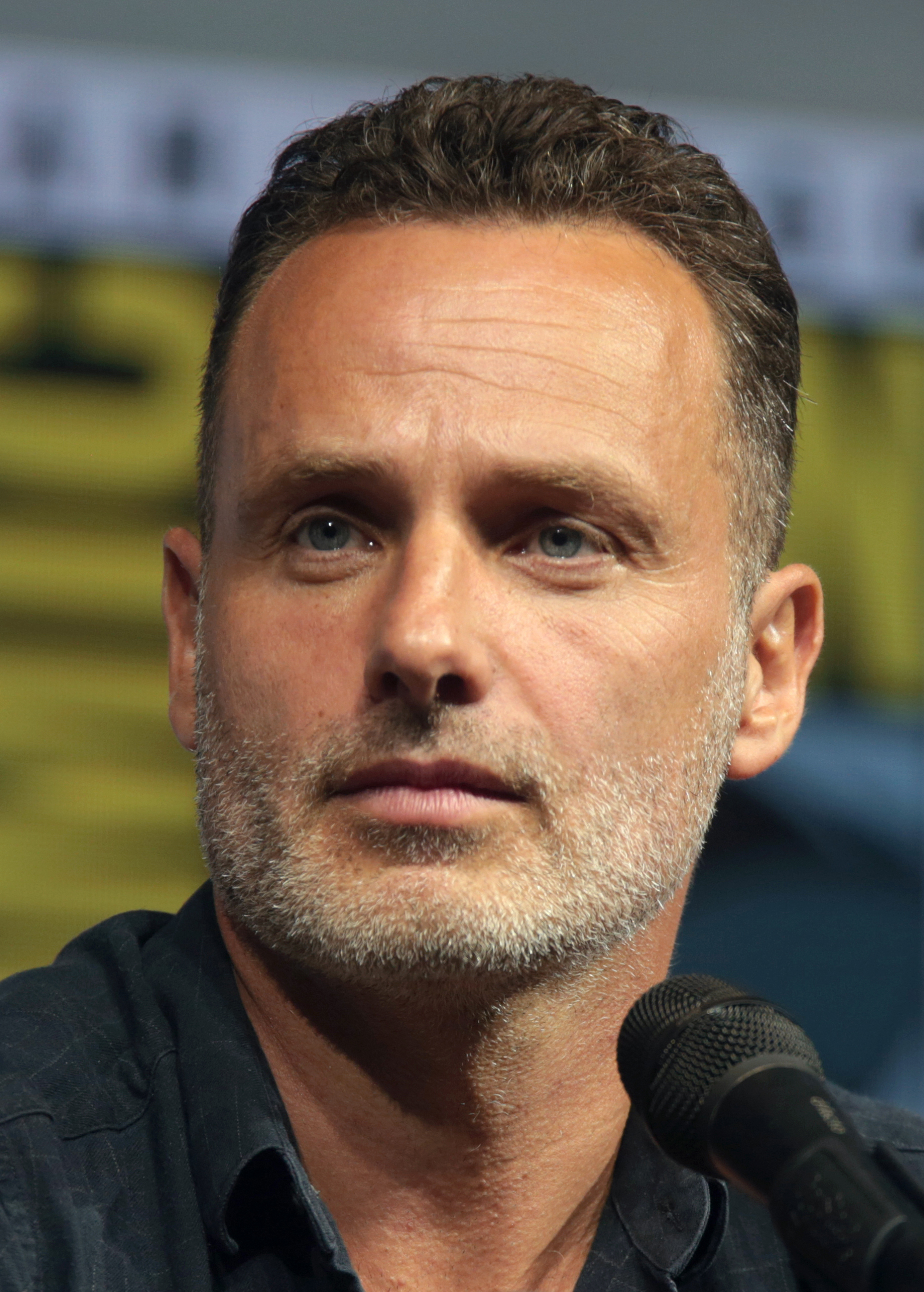
Andrew Lincoln interpreta Rick Grimes
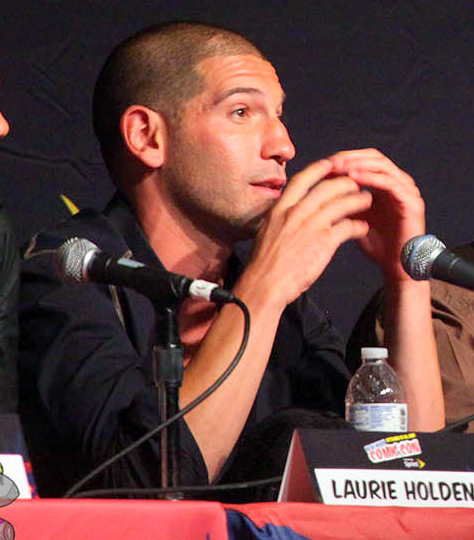
Jon Bernthal interpreta Shane Walsh
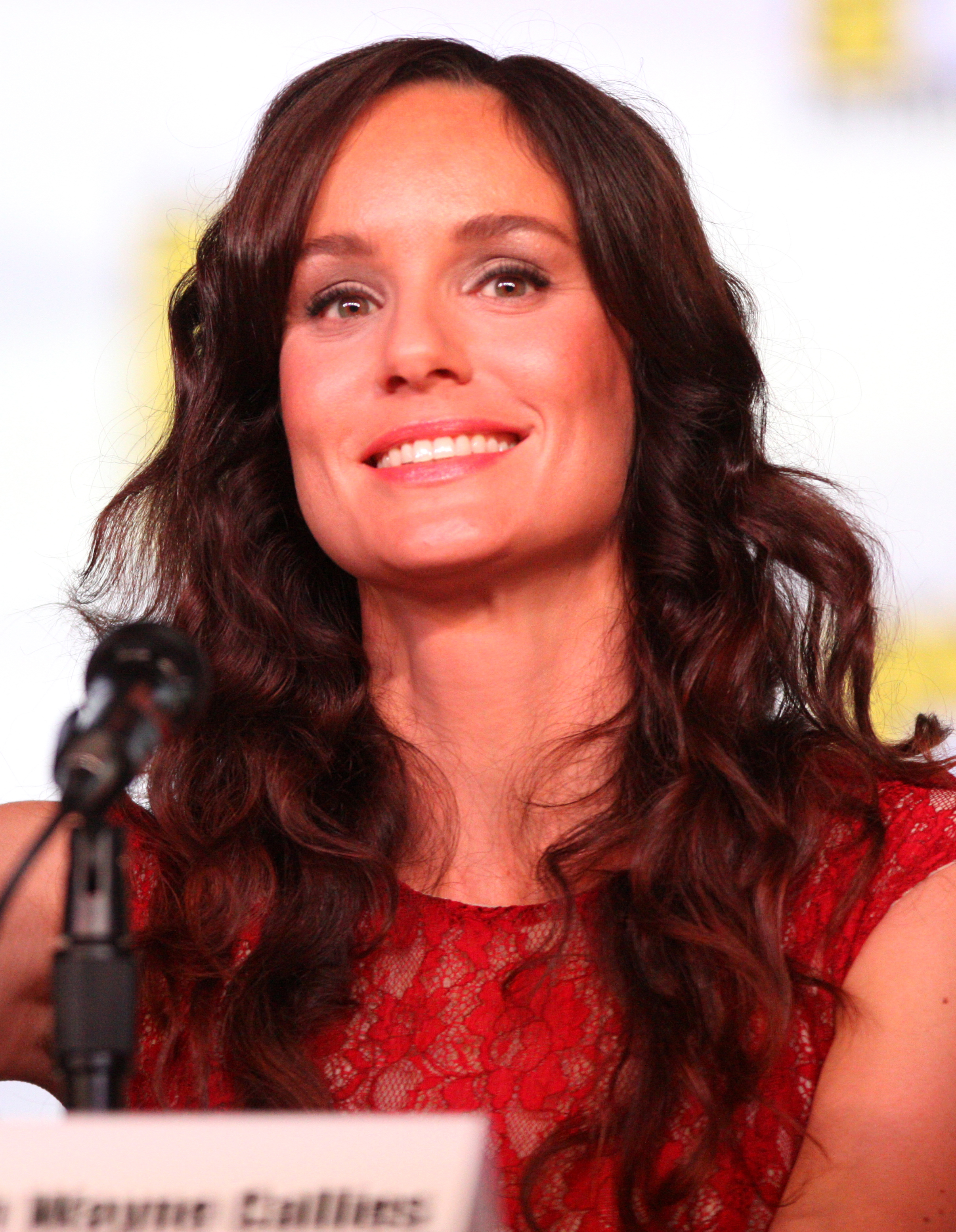
Sarah Wayne Callies interpreta Lori Grimes
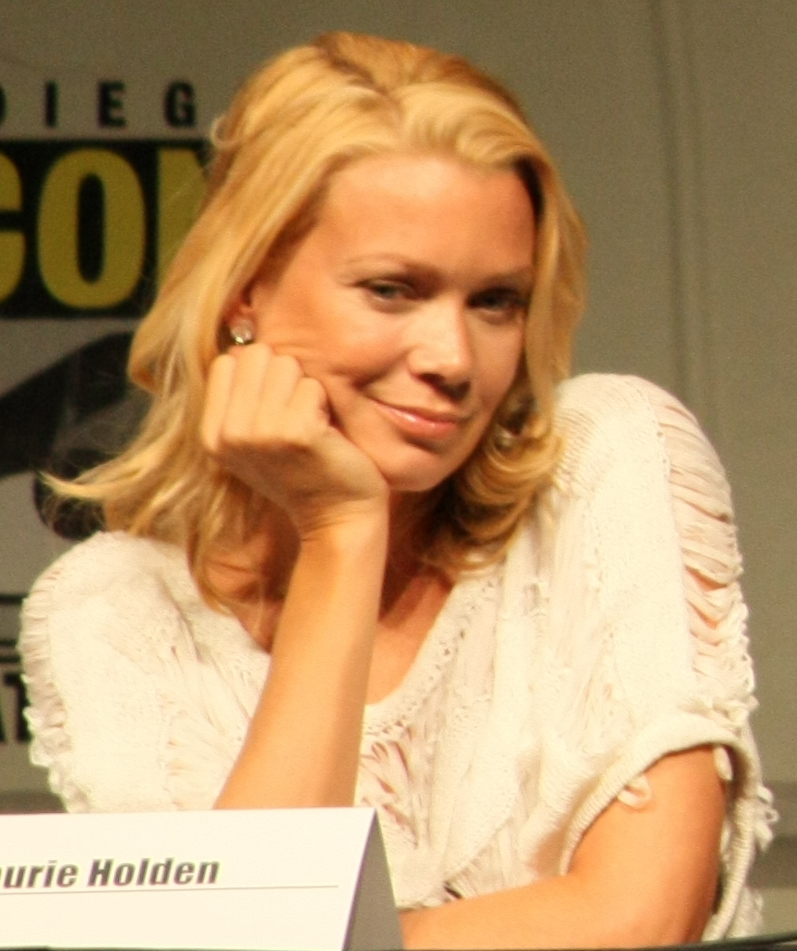
Laurie Holden interpreta Andrea
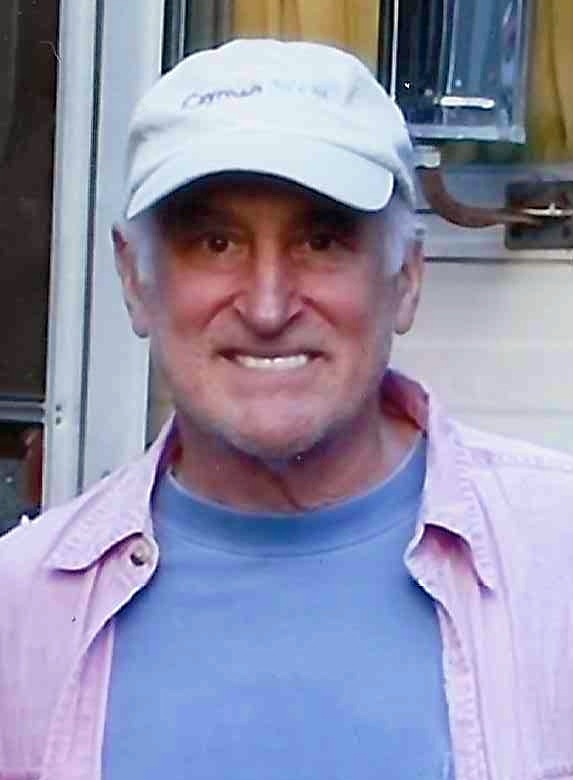
Jeffrey DeMunn interpreta Dale Horvath
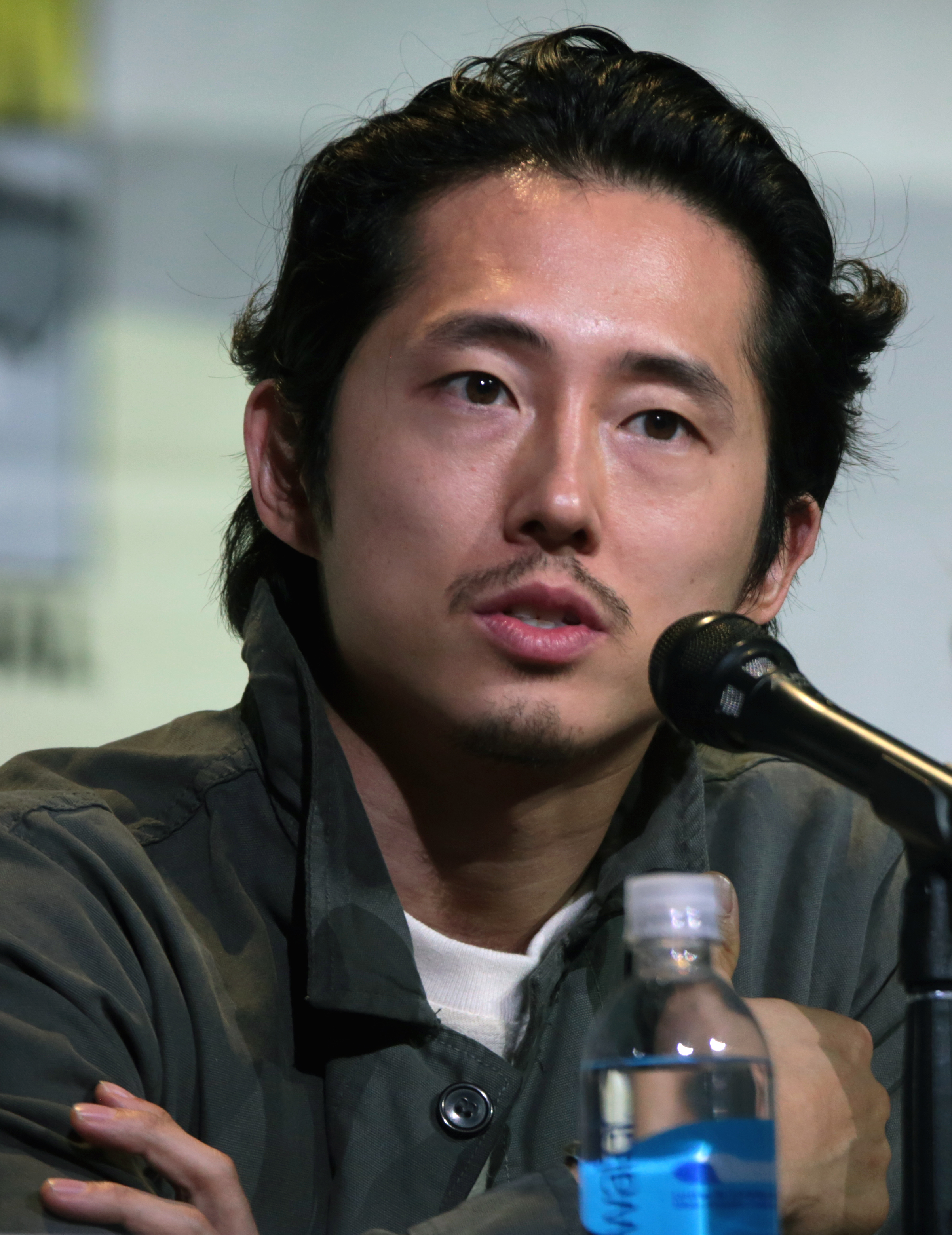
Steven Yeun interpreta Glenn Rhee
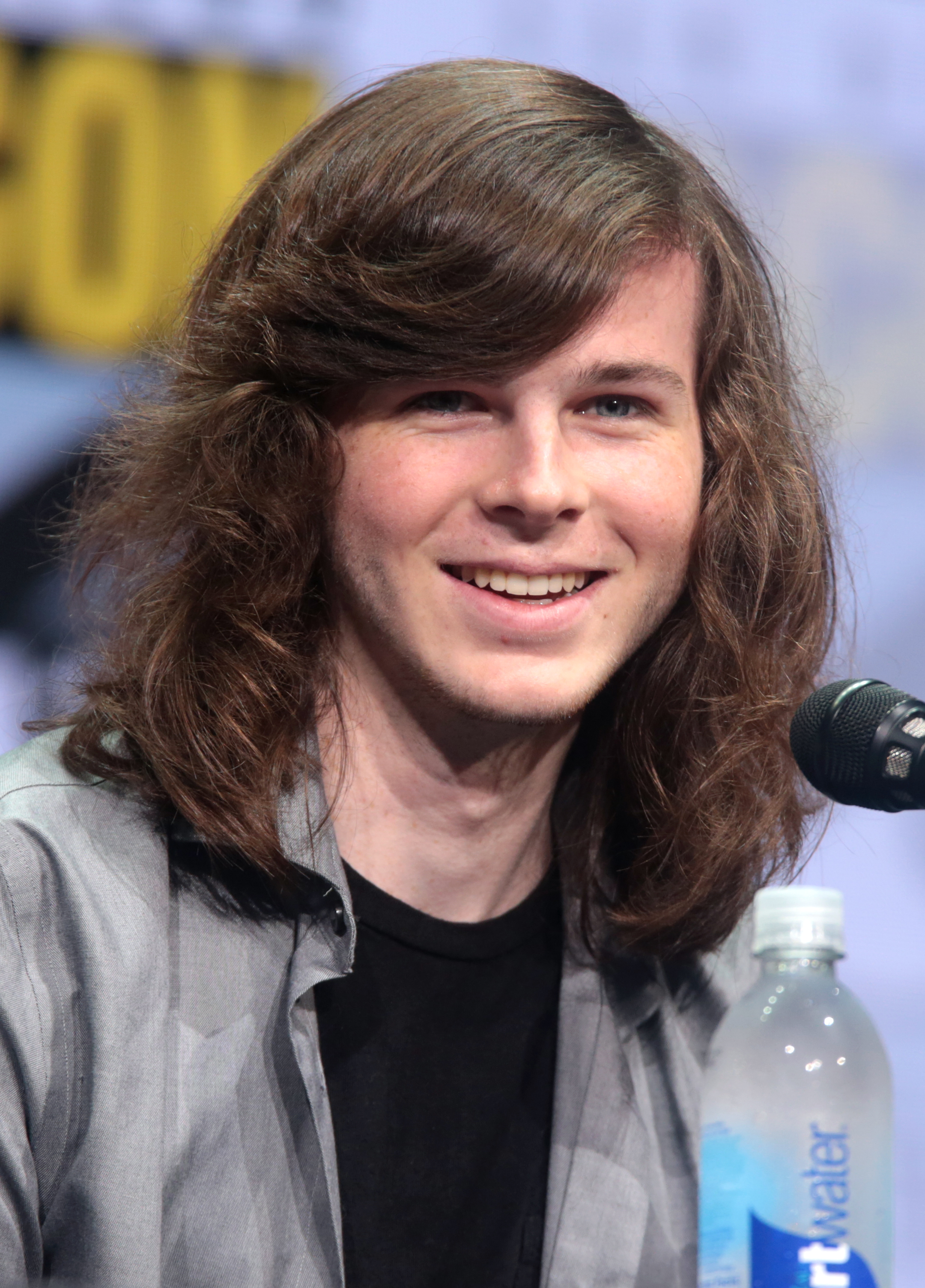
Chandler Riggs interpreta Carl Grimes
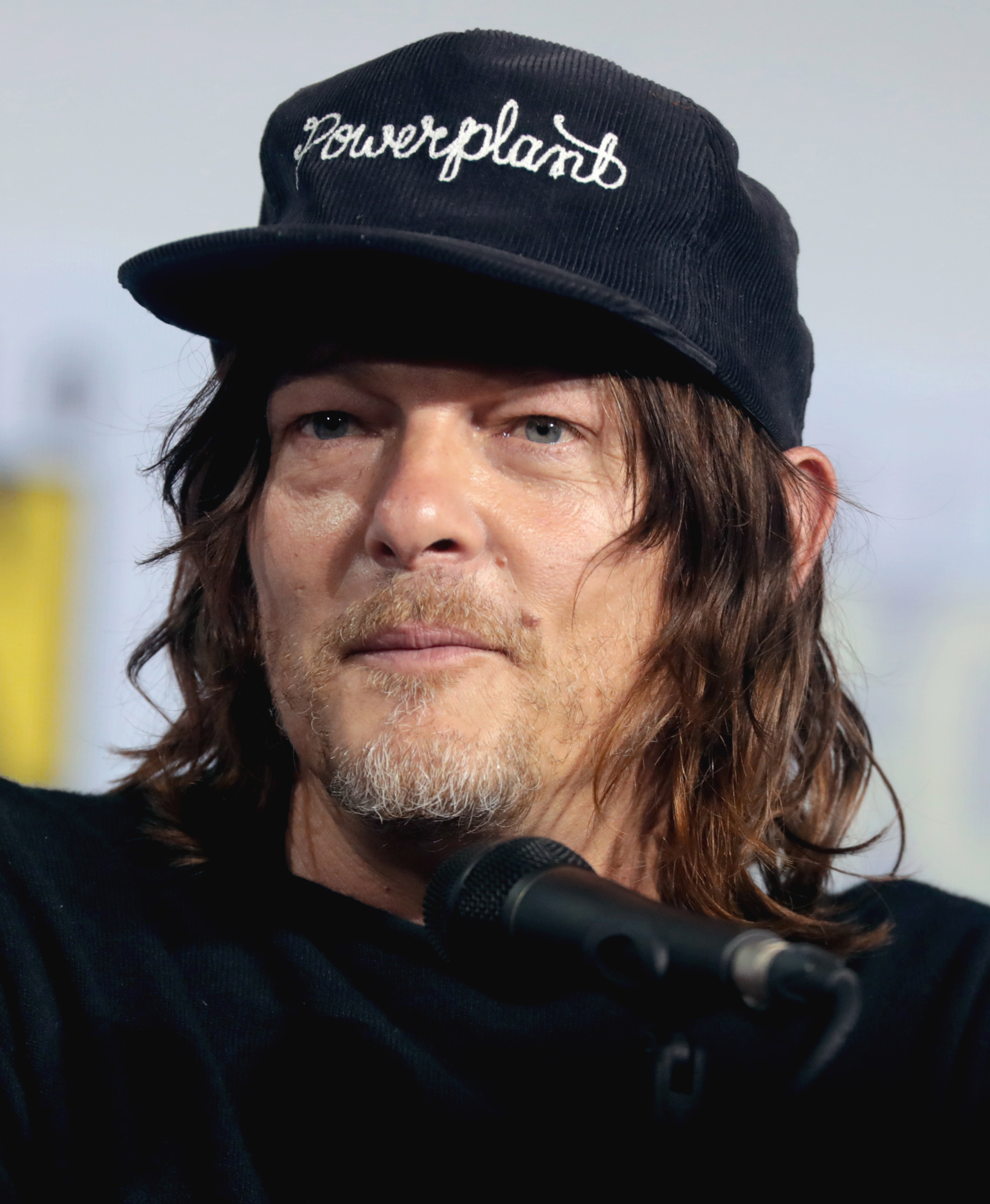
Norman Reedus interpreta Daryl Dixon
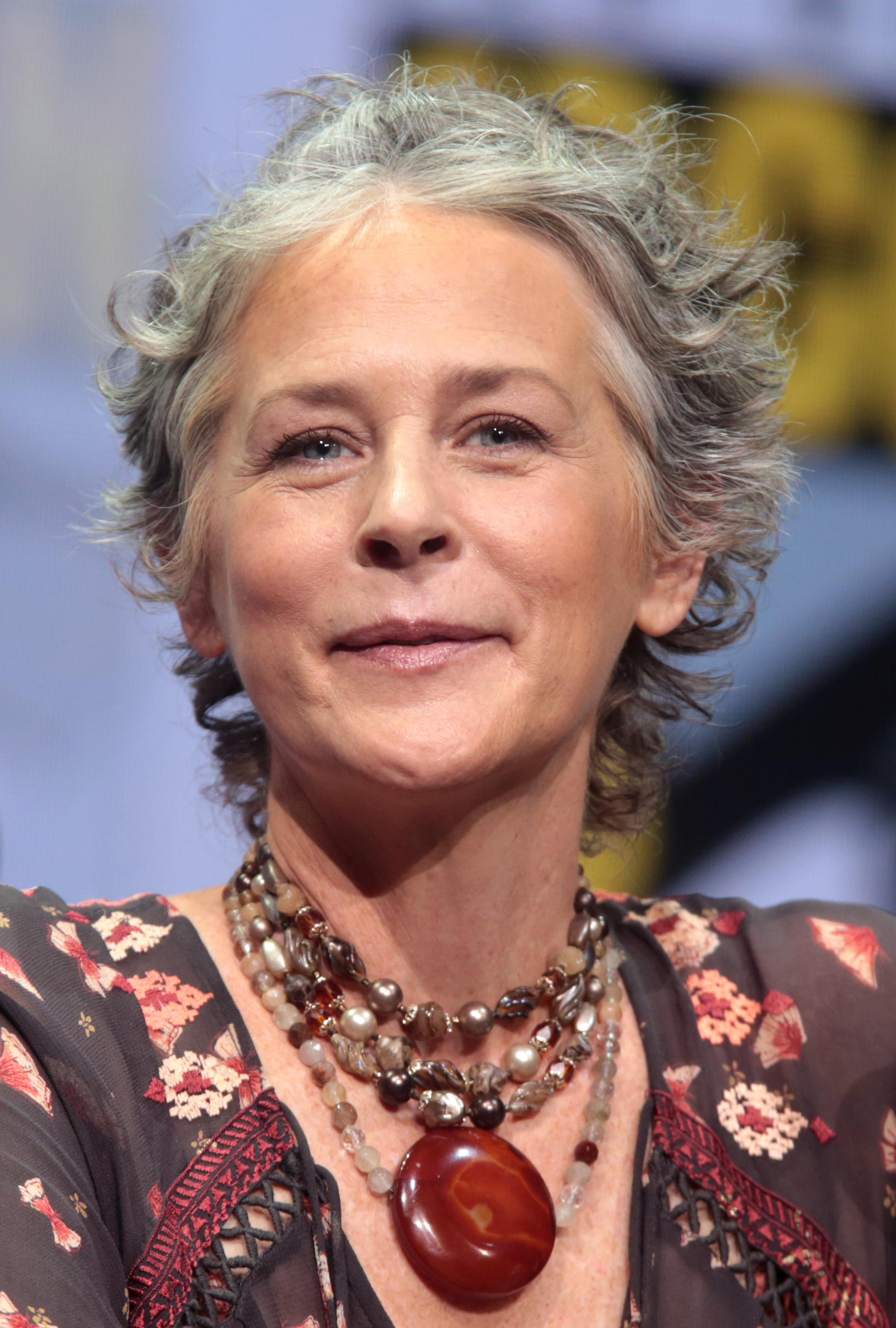
Melissa McBride interpreta Carol Peletier
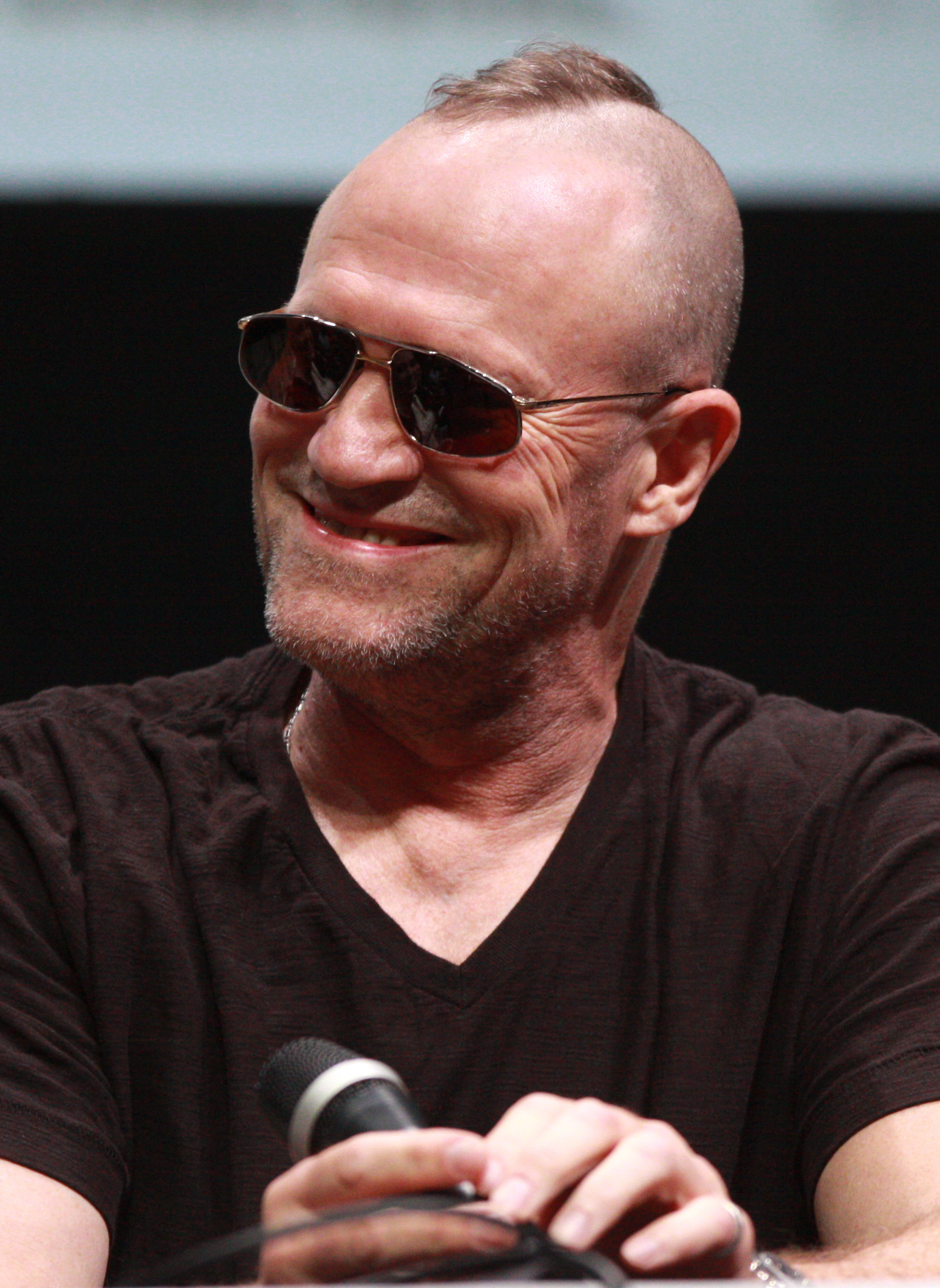
Michael Rooker interpreta Merle Dixon
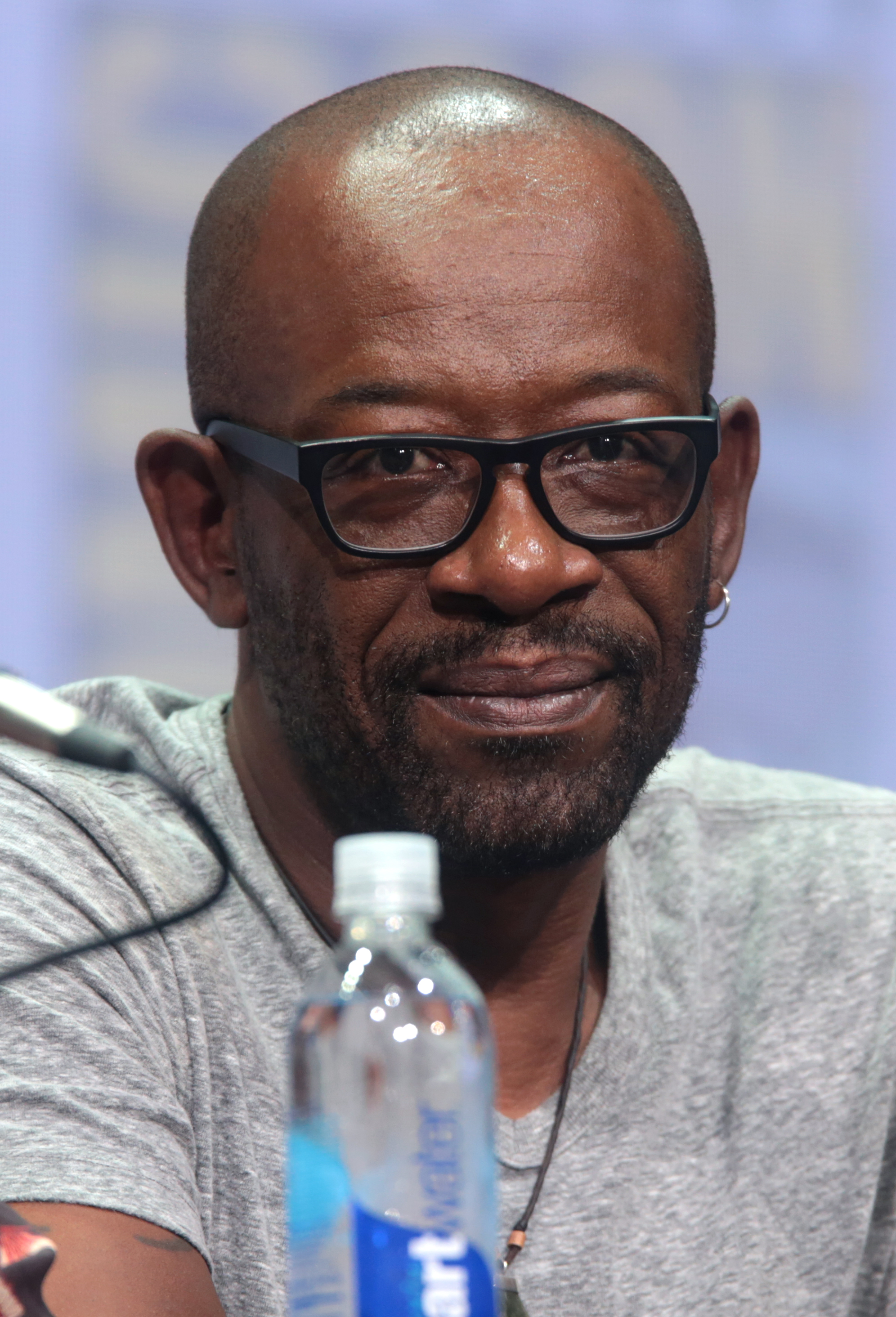
Lennie James interpreta Morgan Jones
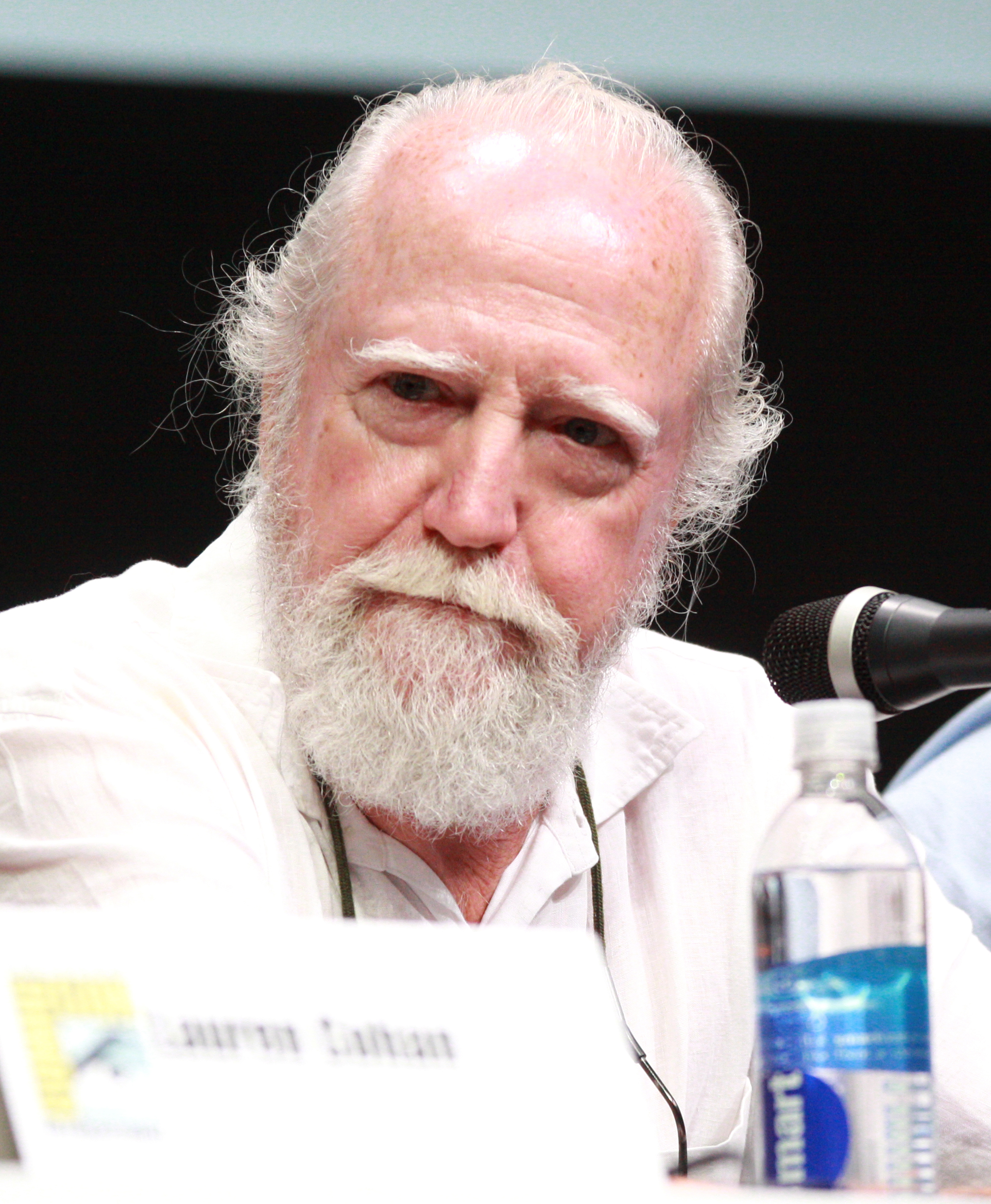
Scott Wilson interpreta Hershel Greene
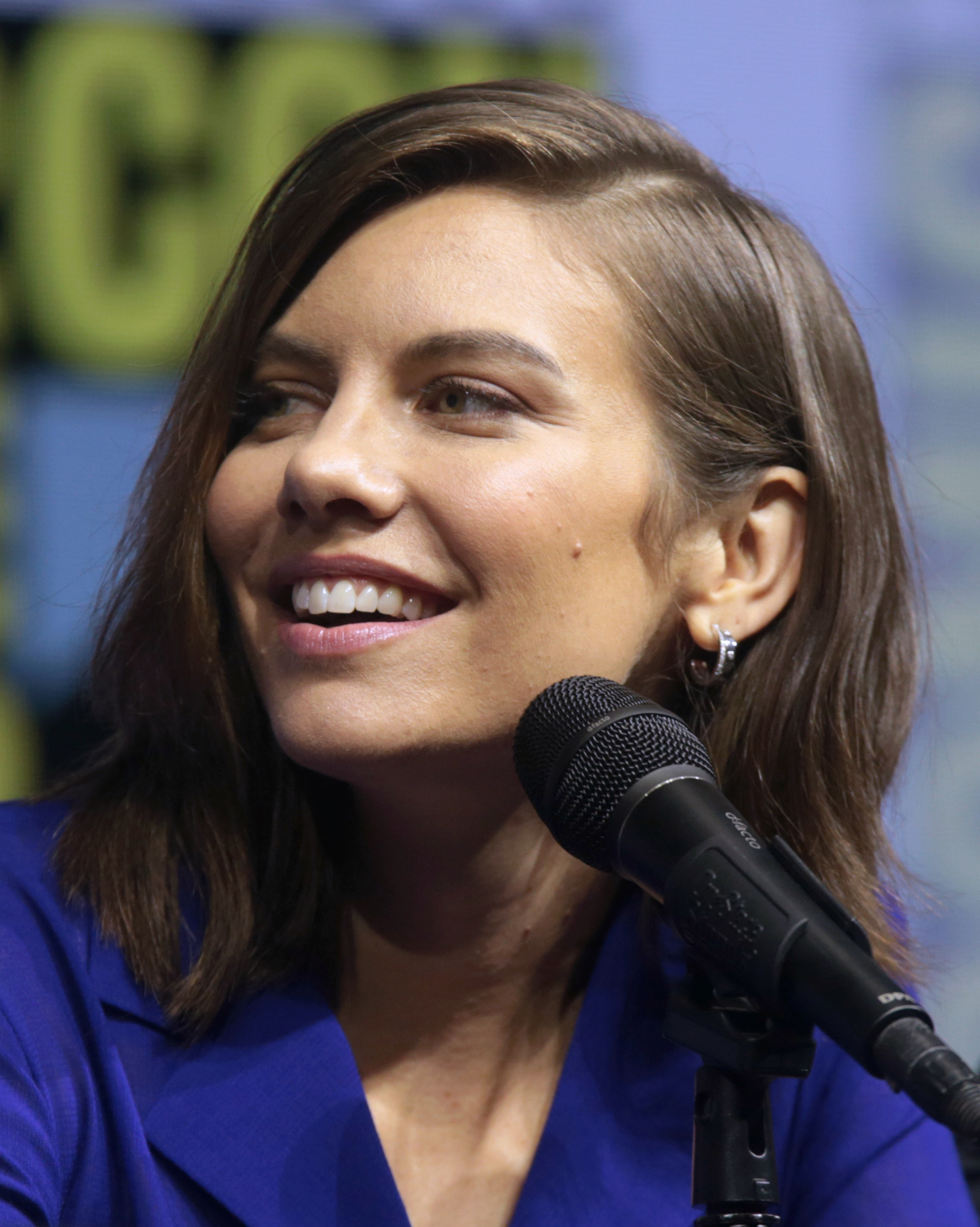
Lauren Cohan interpreta Maggie Greene
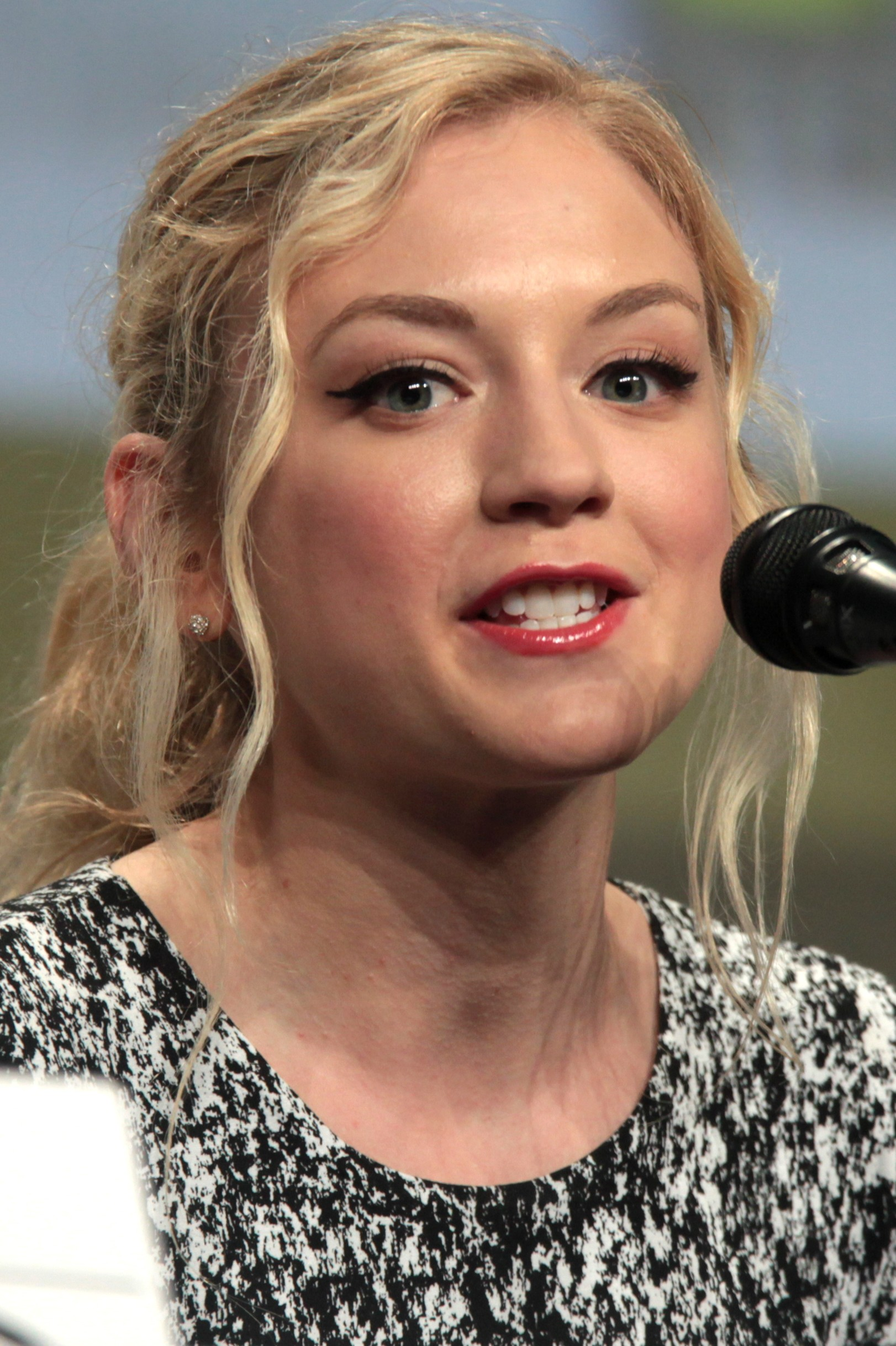
Emily Kinney interpreta Beth Greene
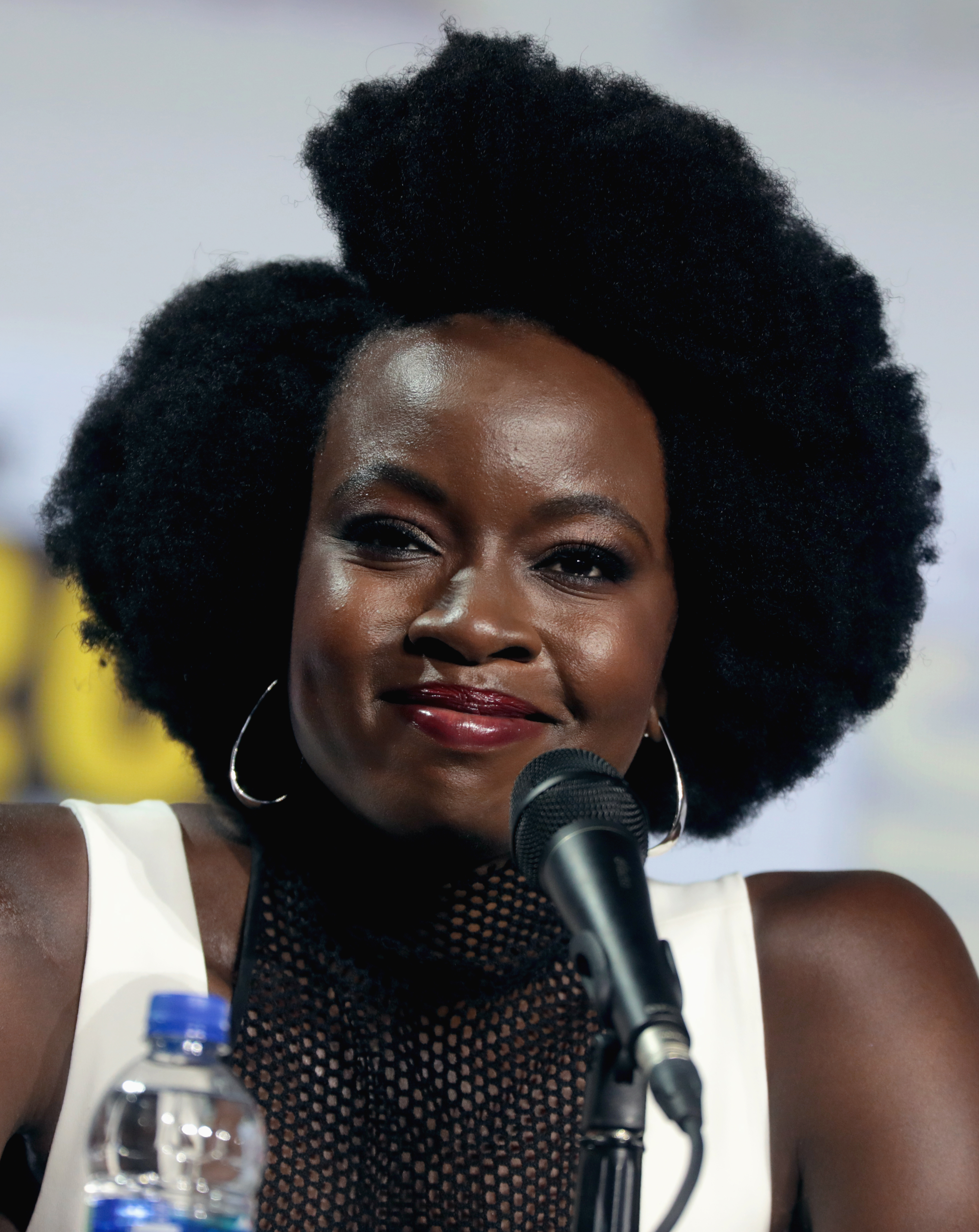
Danai Gurira interpreta Michonne
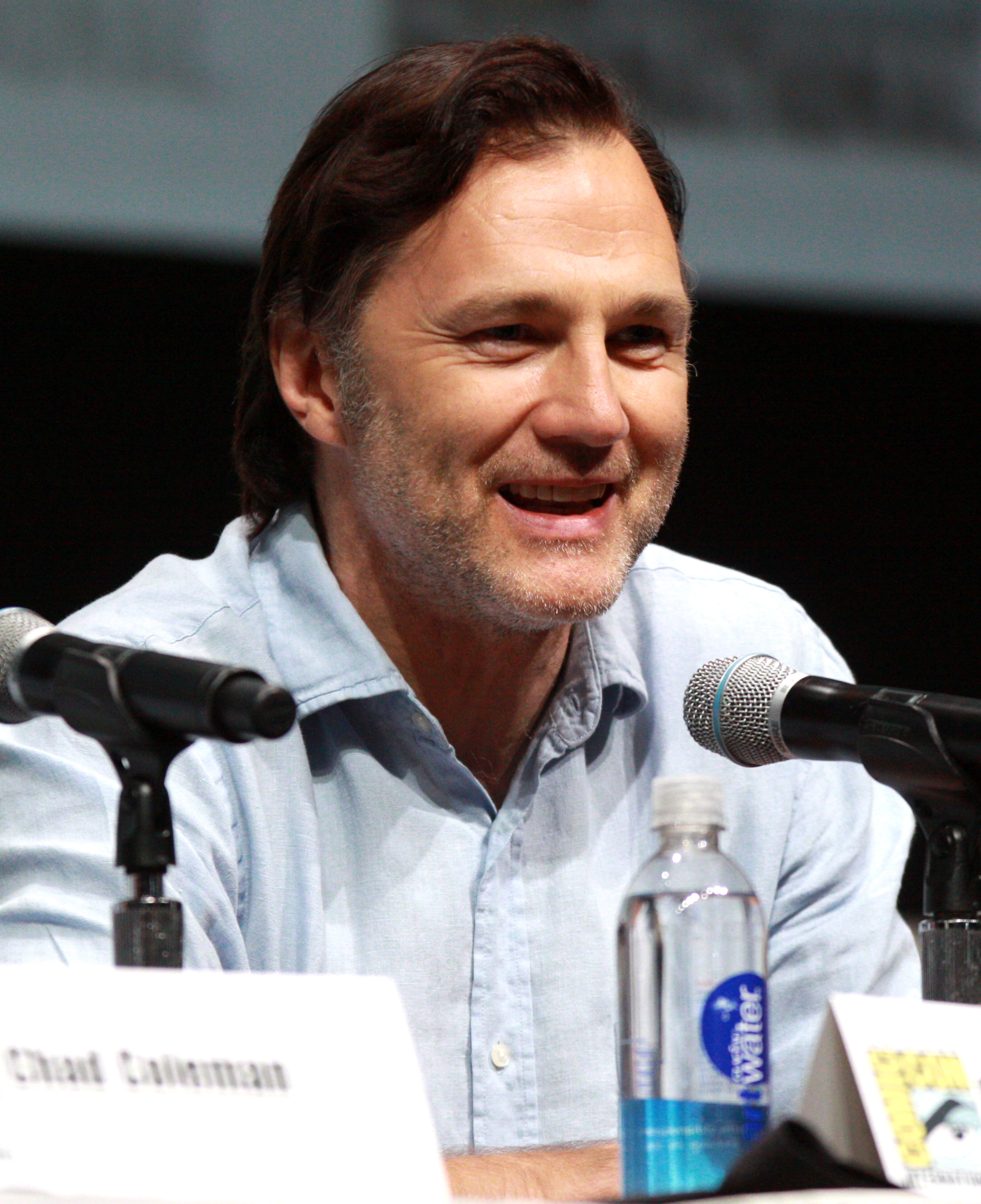
David Morrissey interpreta Il Governatore
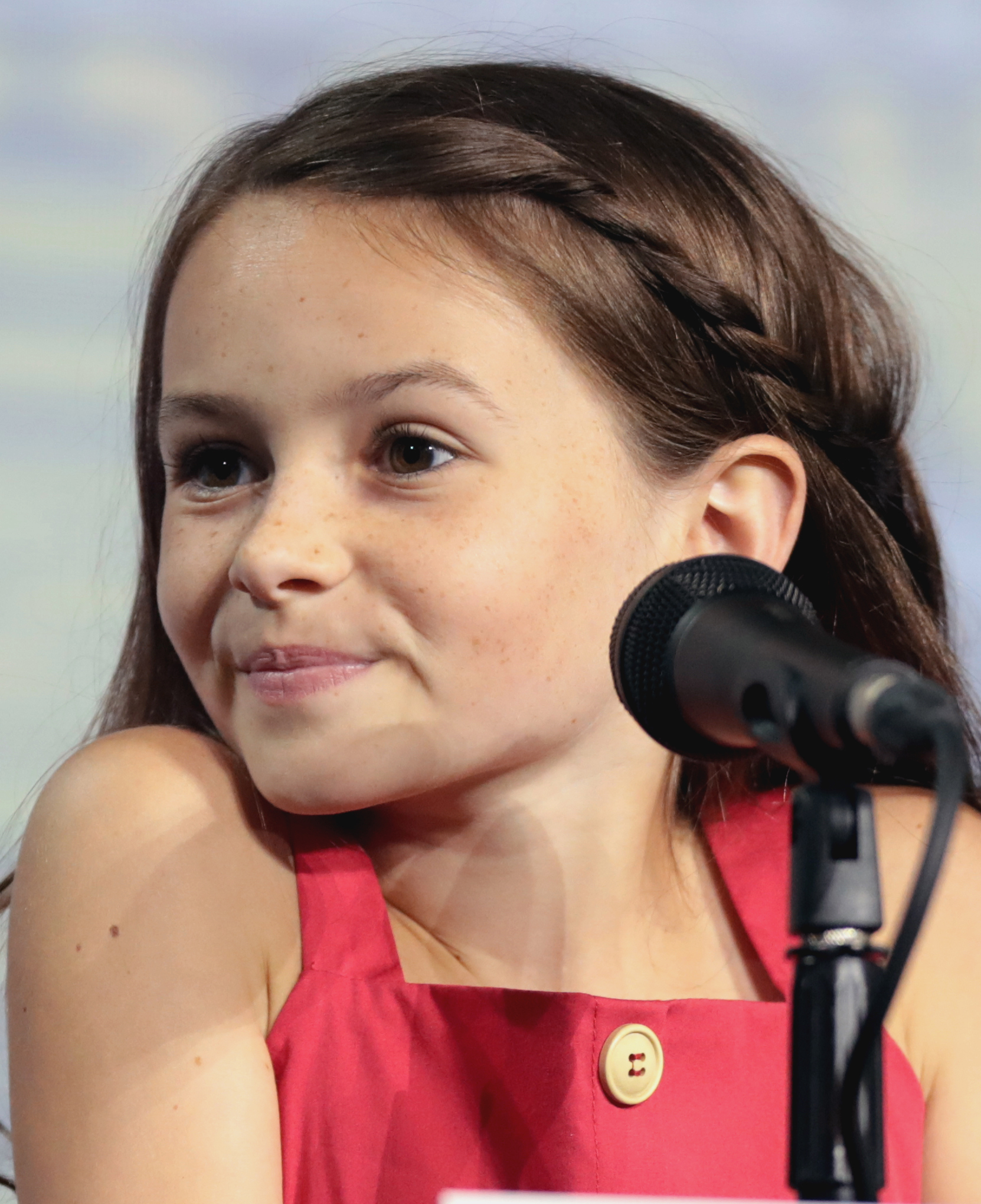
Cailey Fleming interpreta Judith Grimes
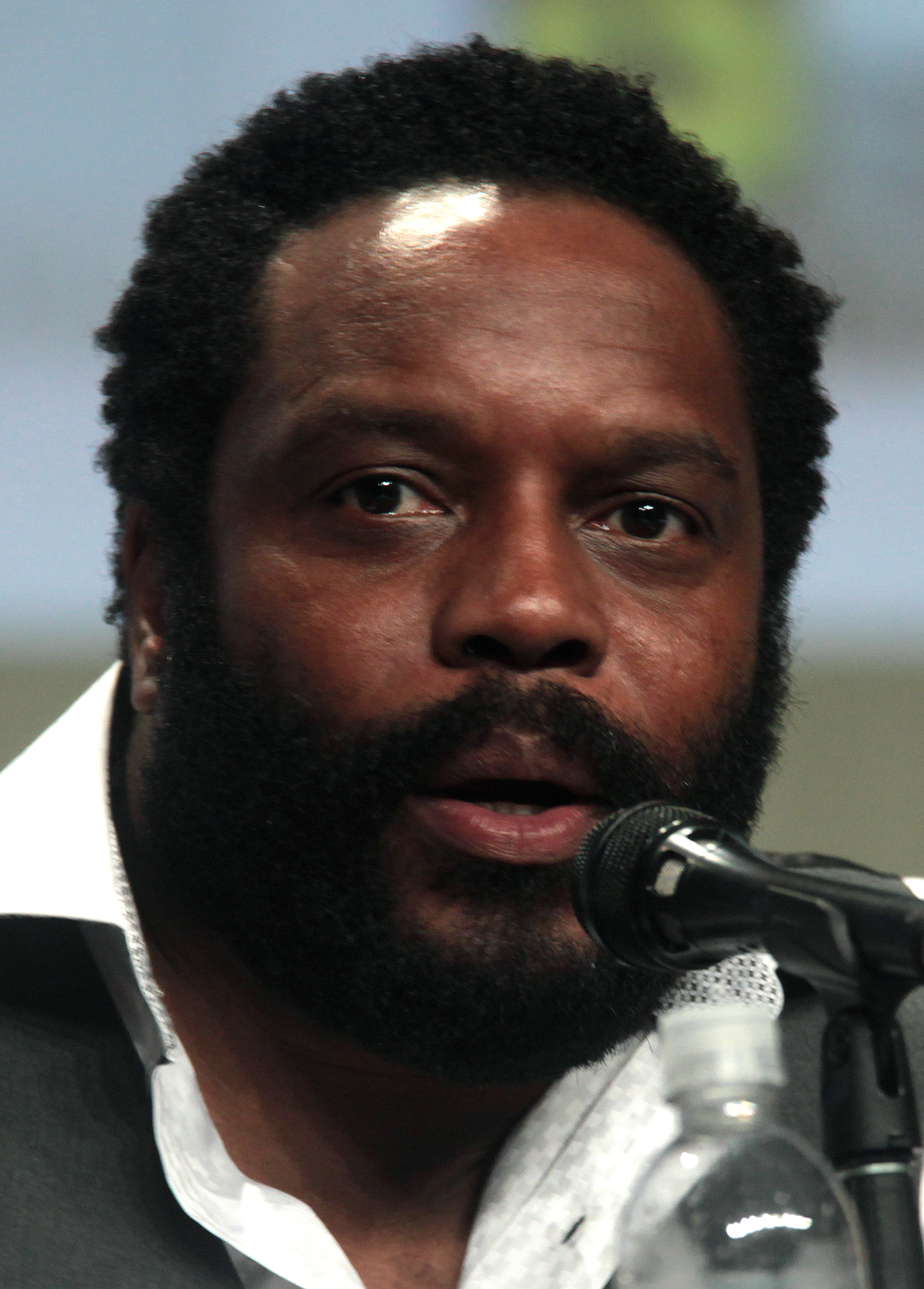
Chad Coleman interpreta Tyreese
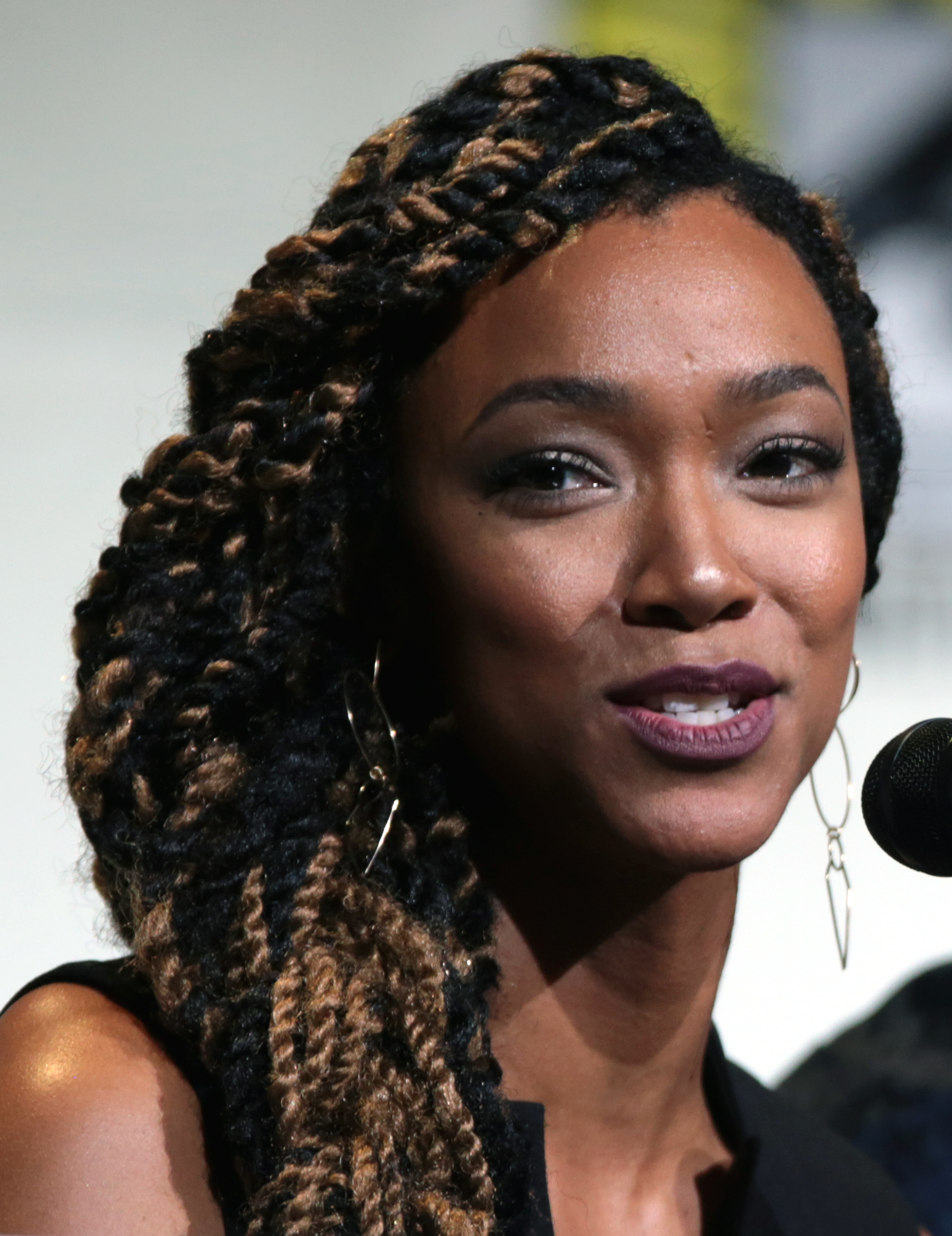
Sonequa Martin-Green interpreta Sasha
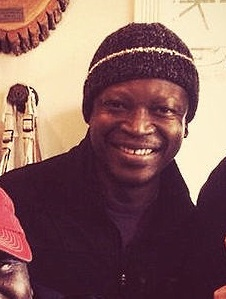
Lawrence Gilliard Jr. interpreta Bob Stookey
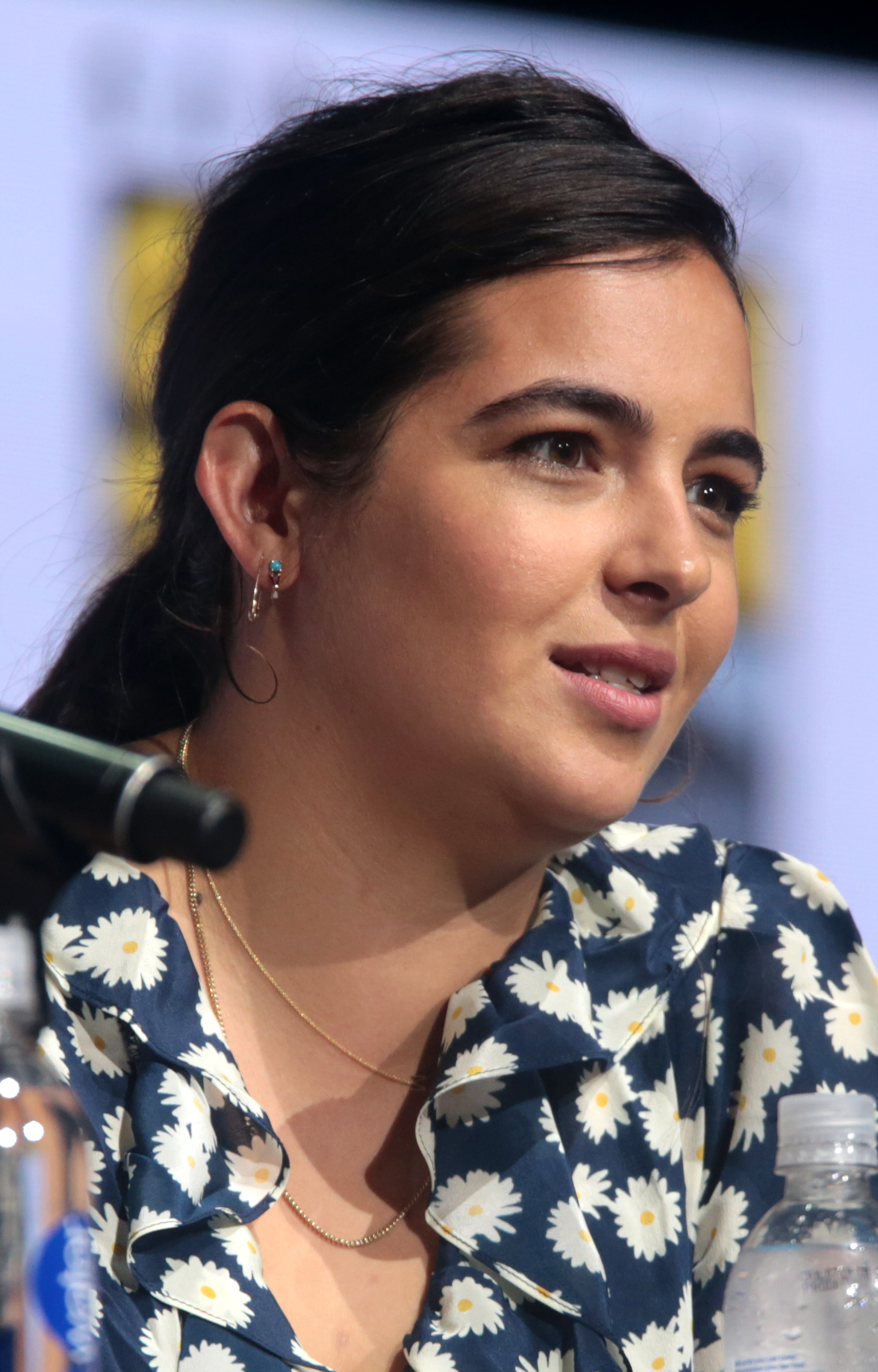
Alanna Masterson interpreta Tara Chambler
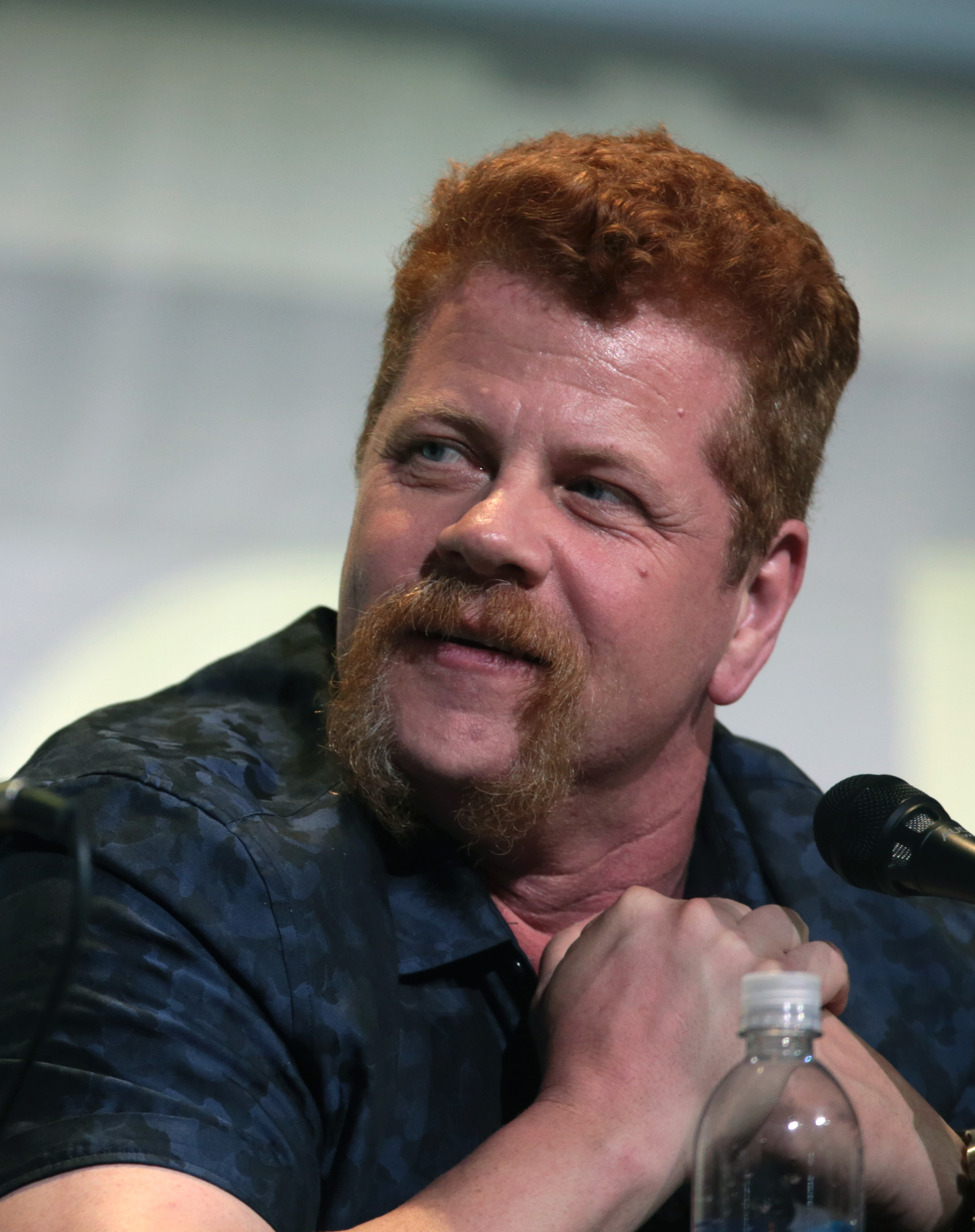
Michael Cudlitz interpreta Abraham Ford
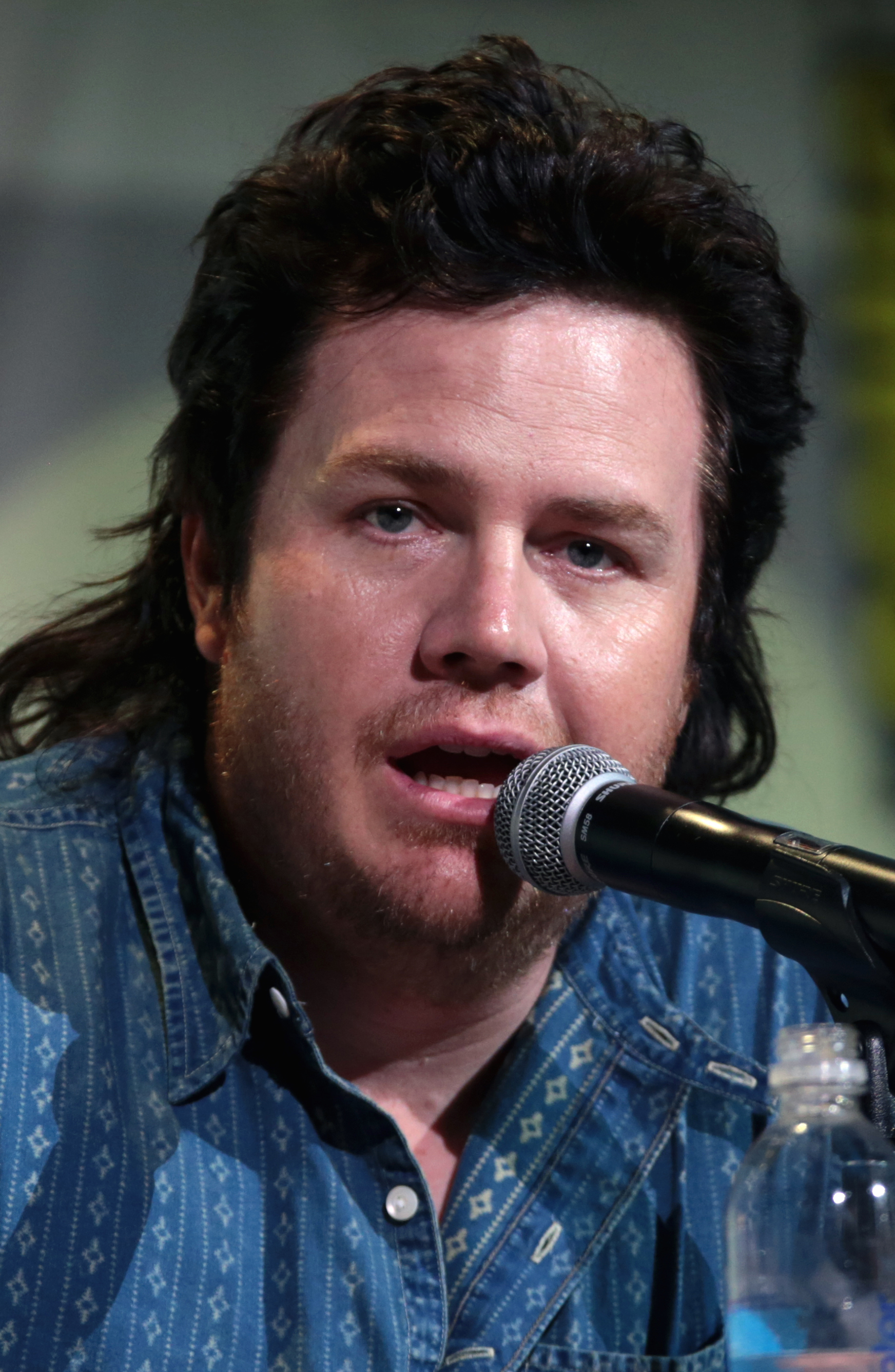
Josh McDermitt interpreta Eugene Porter
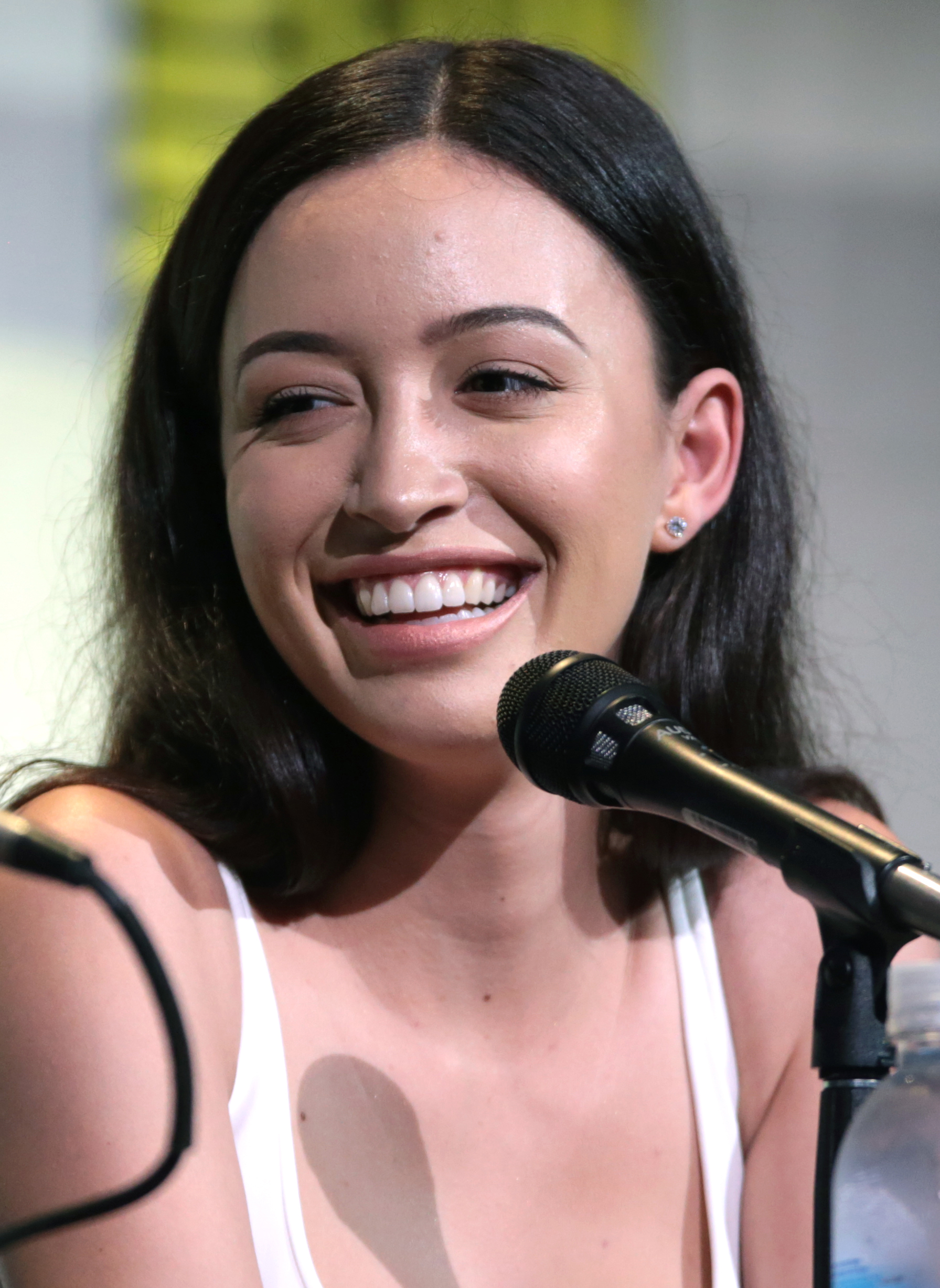
Christian Serratos interpreta Rosita Espinosa
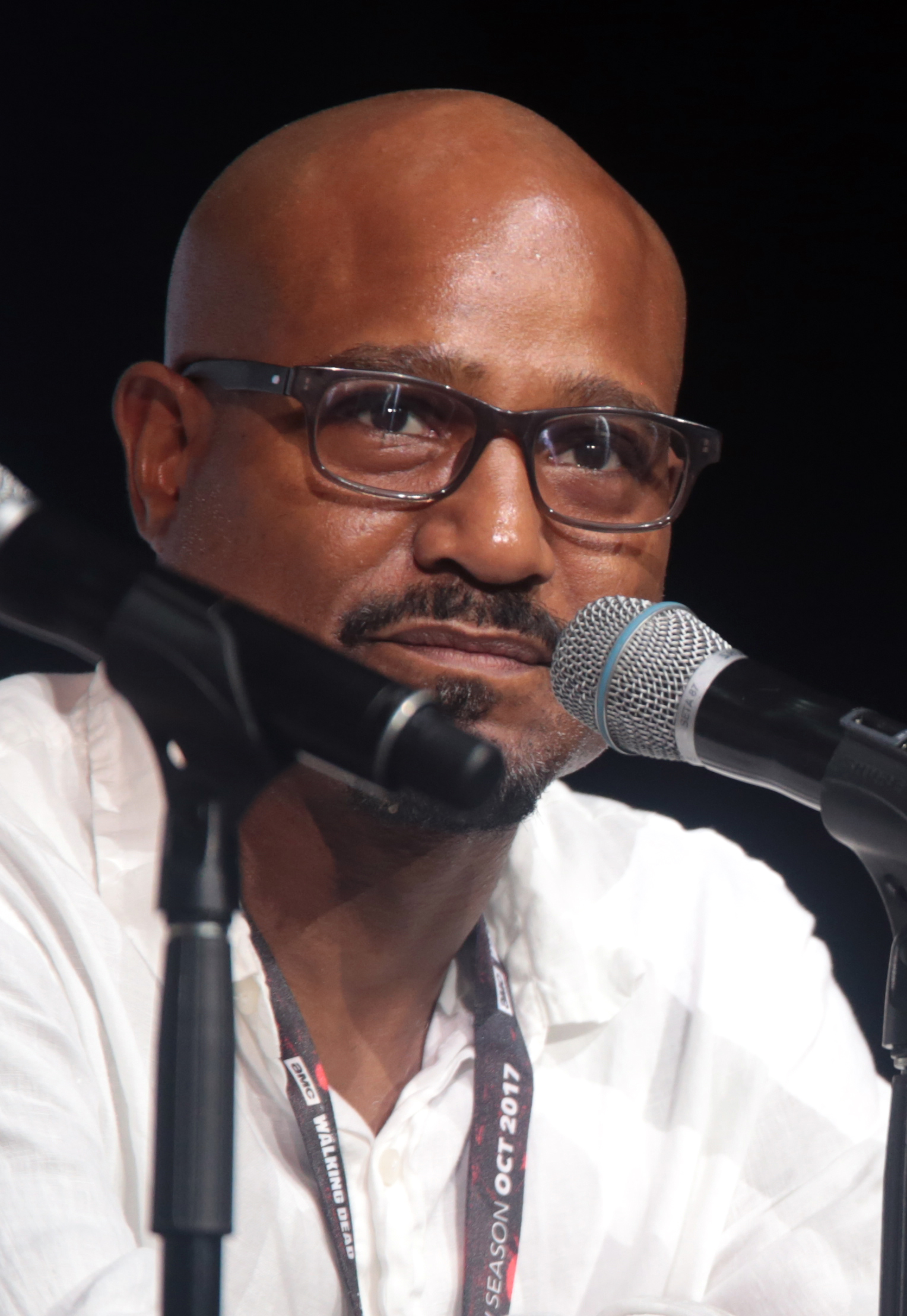
Seth Gilliam interpreta Gabriel Stokes
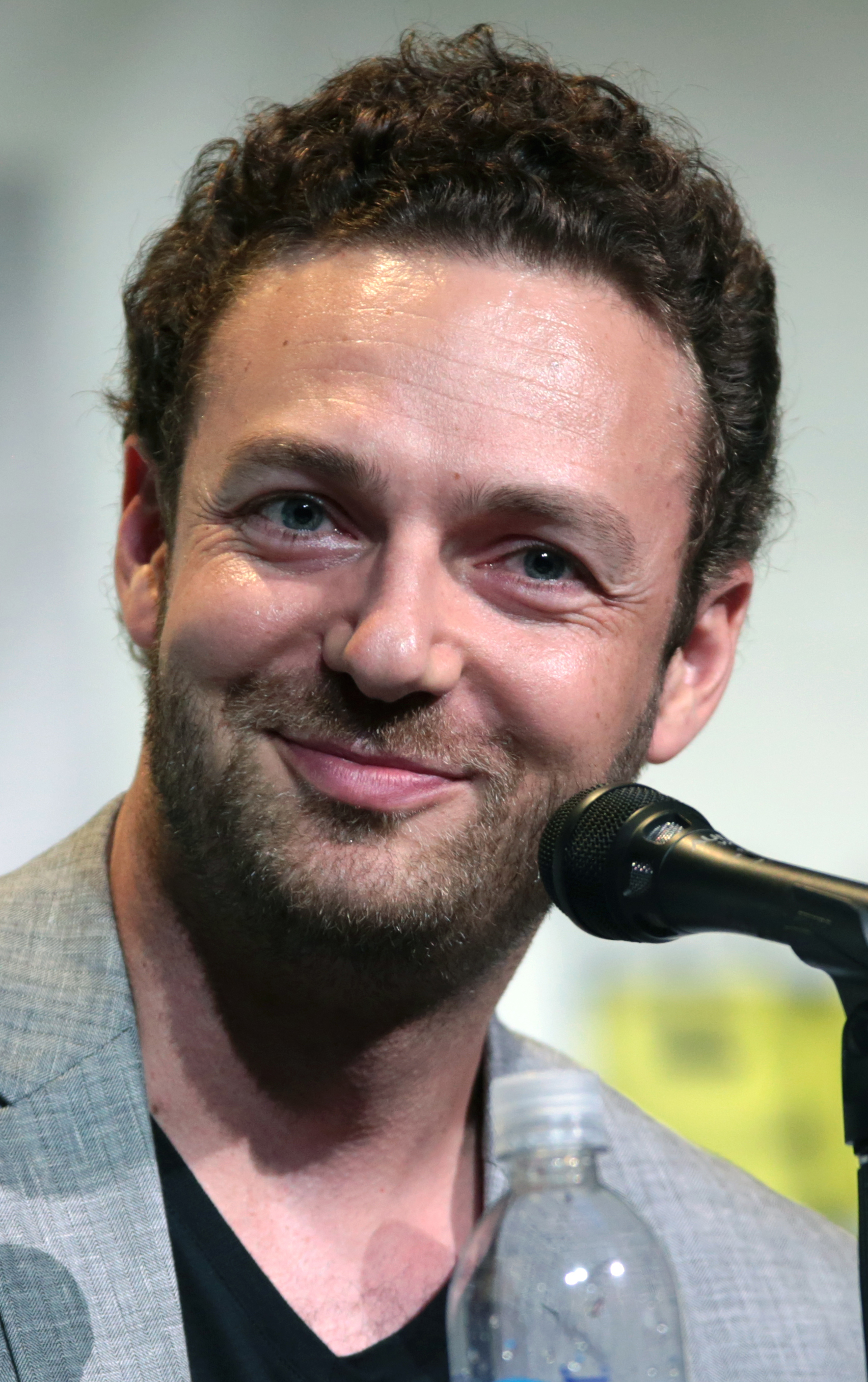
Ross Marquand interpreta Aaron
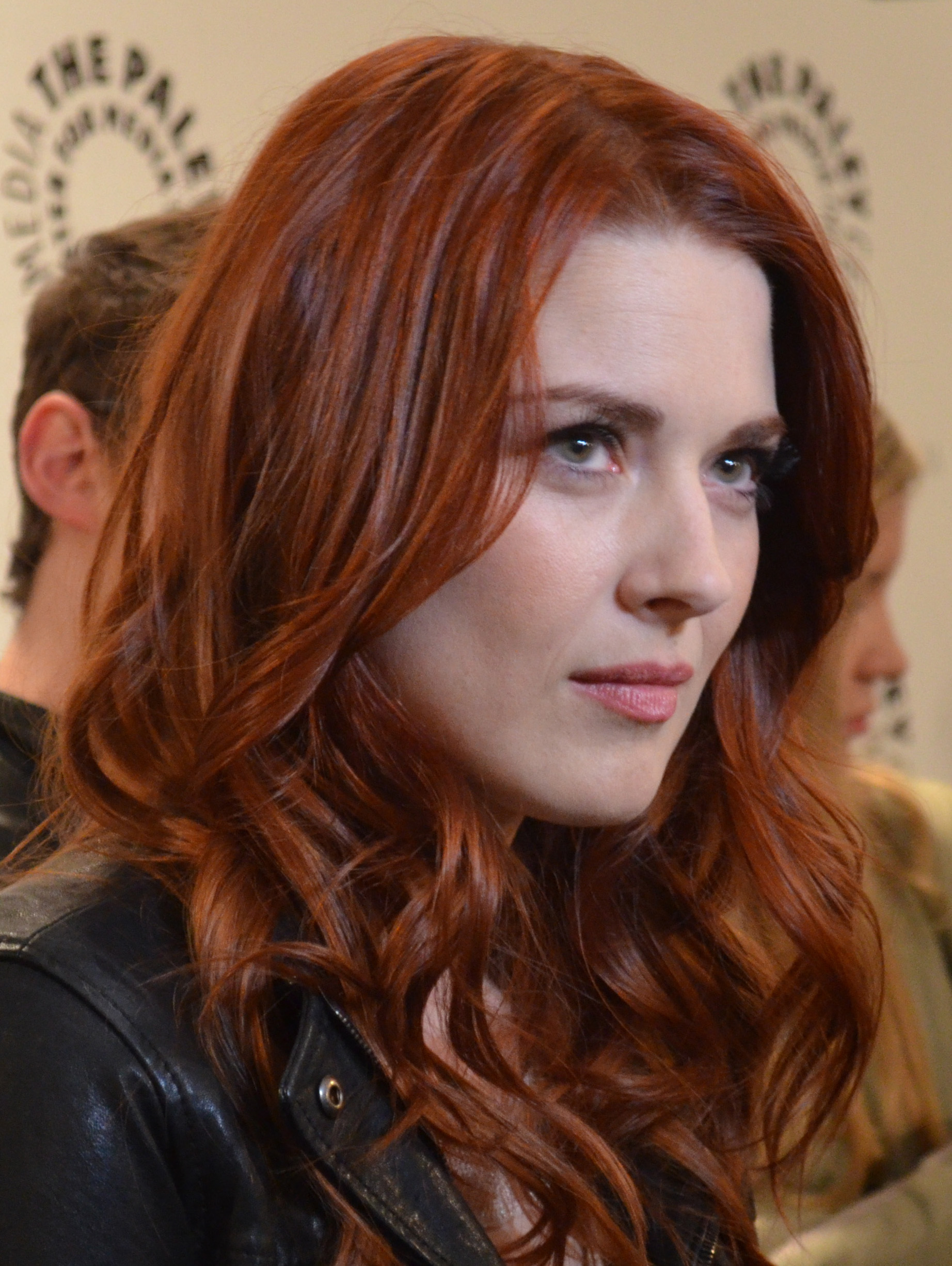
Alexandra Breckenridge interpreta Jessie Anderson
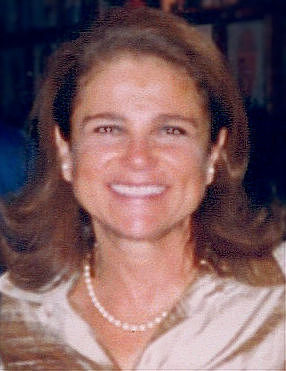
Tovah Feldshuh interpreta Deanna Monroe
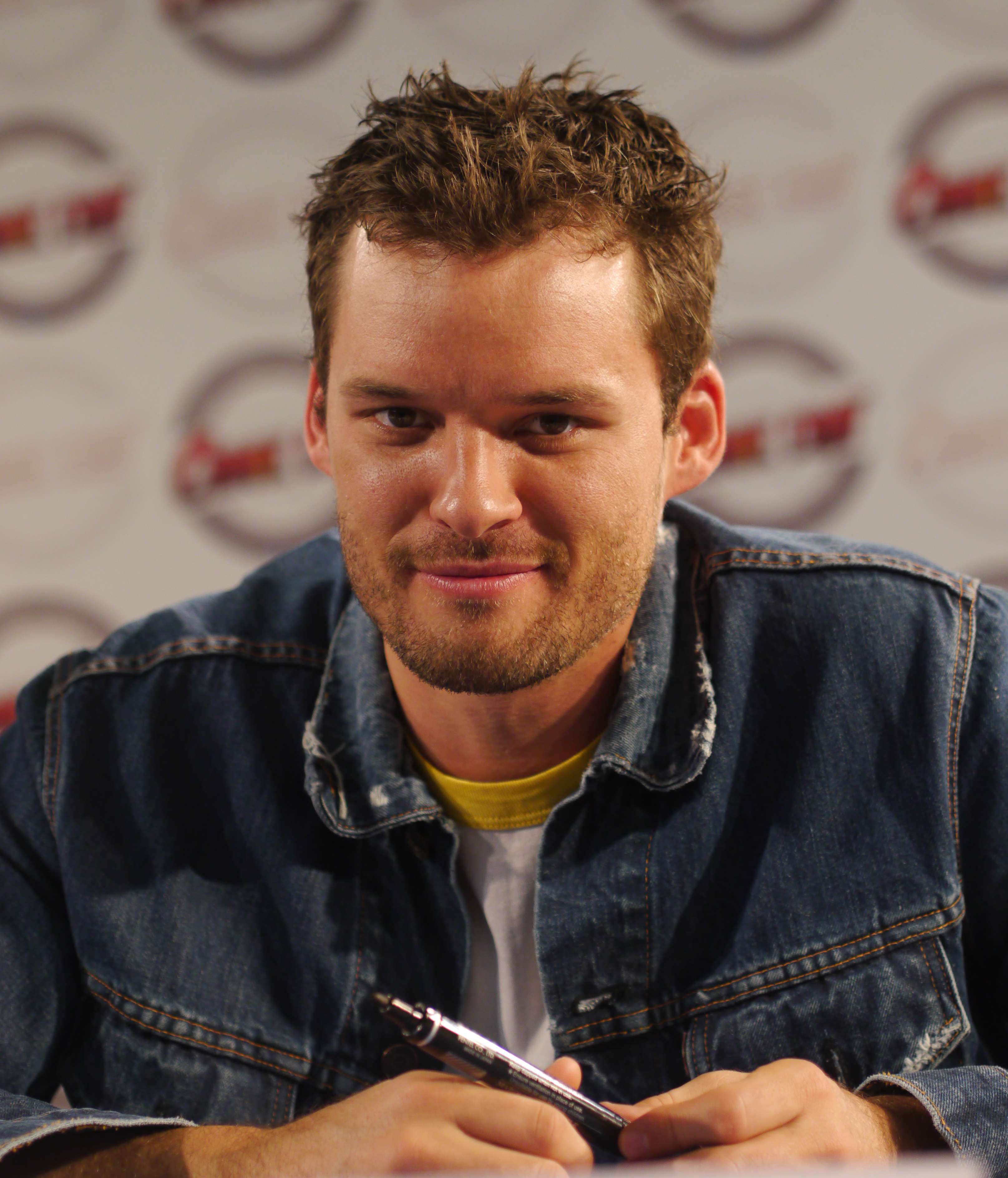
Austin Nichols interpreta Spencer Monroe
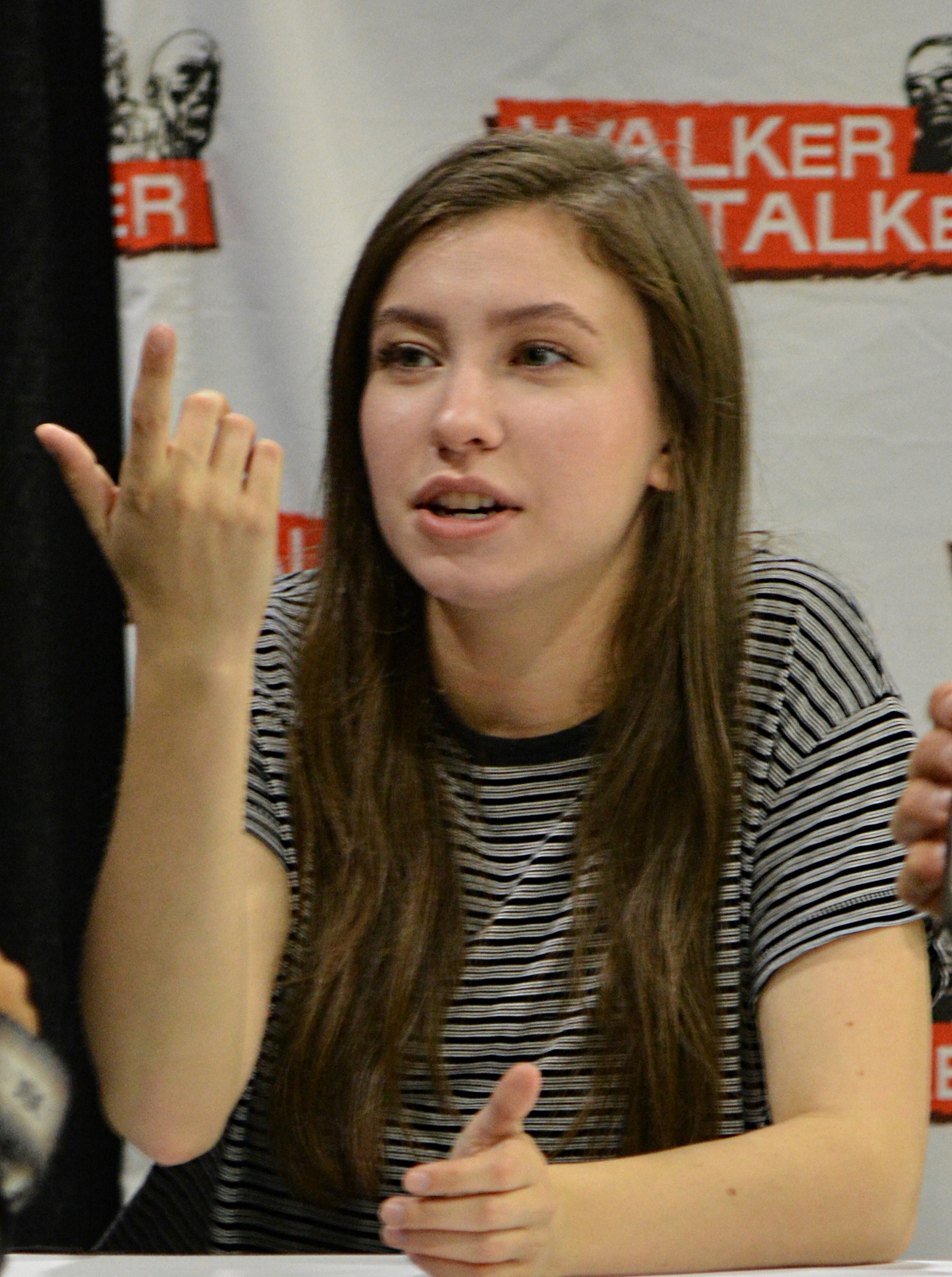
Katelyn Nacon interpreta Enid
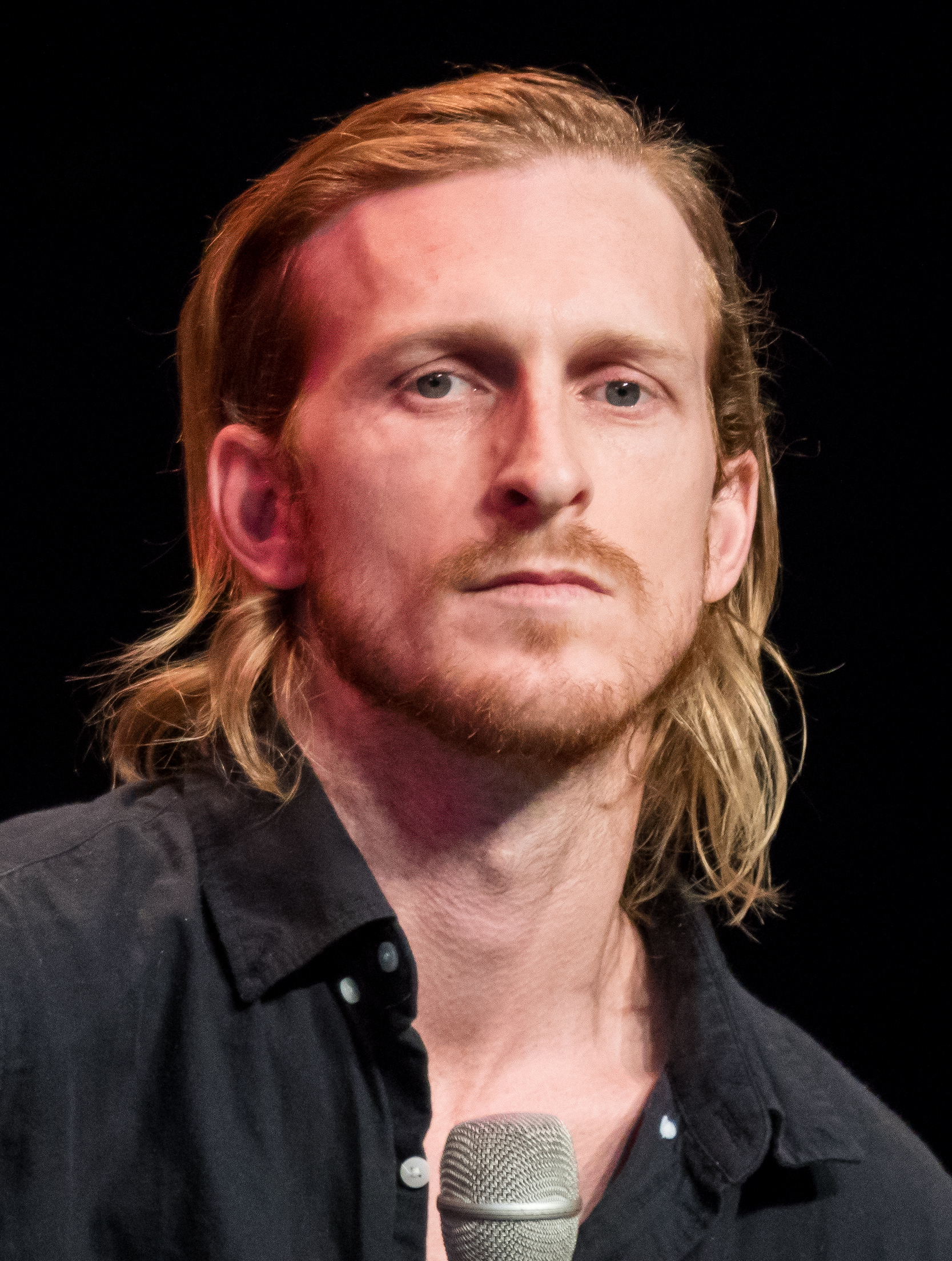
Austin Amelio interpreta Dwight
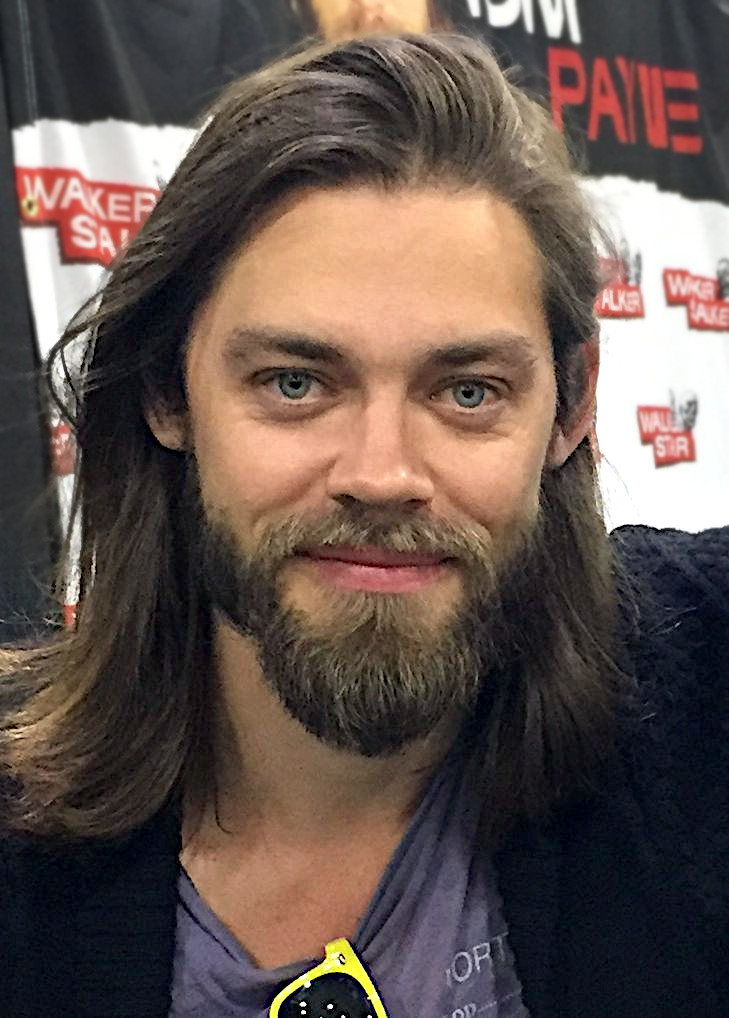
Tom Payne interpreta Jesus
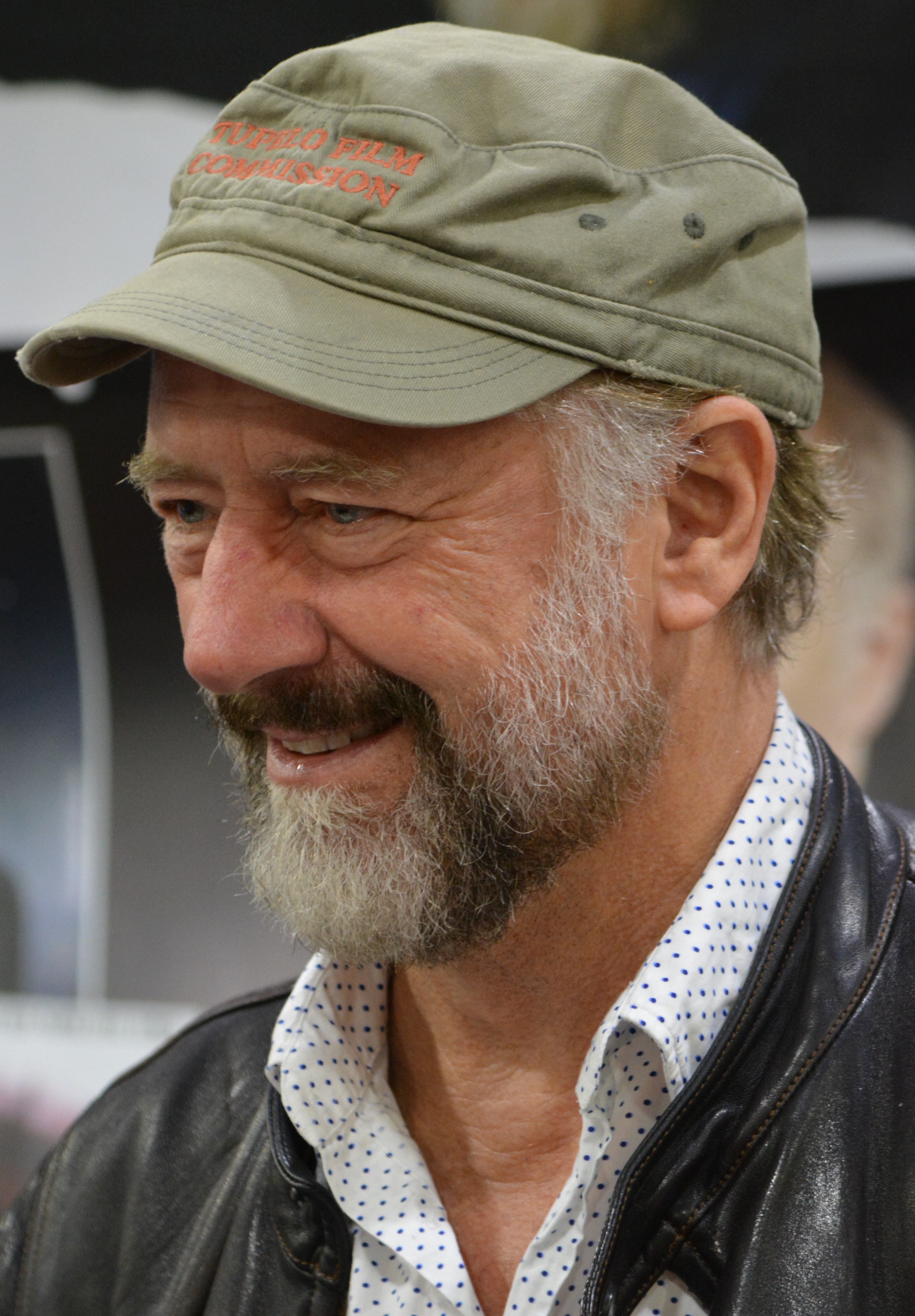
Xander Berkeley interpreta Gregory
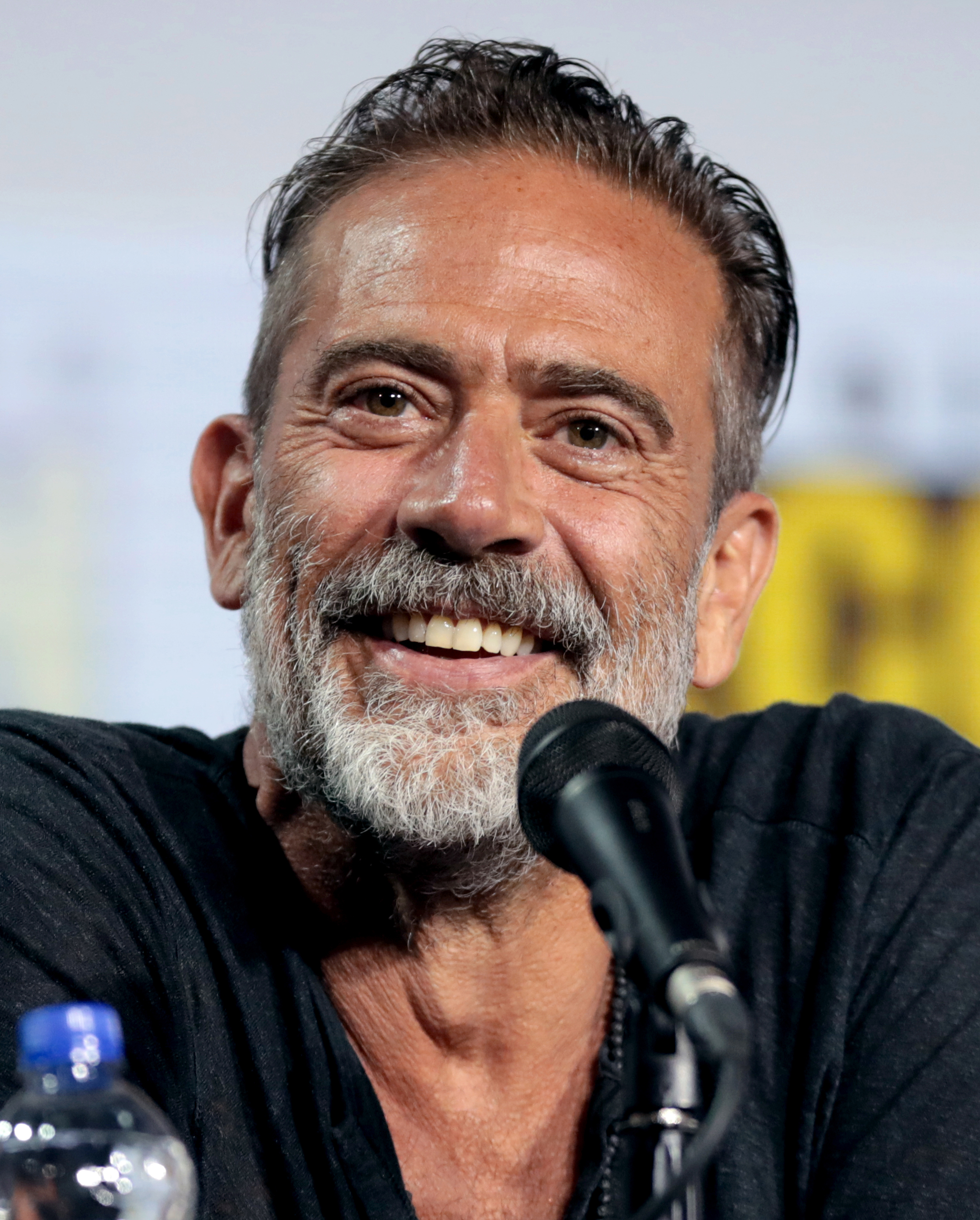
Jeffrey Dean Morgan interpreta Negan
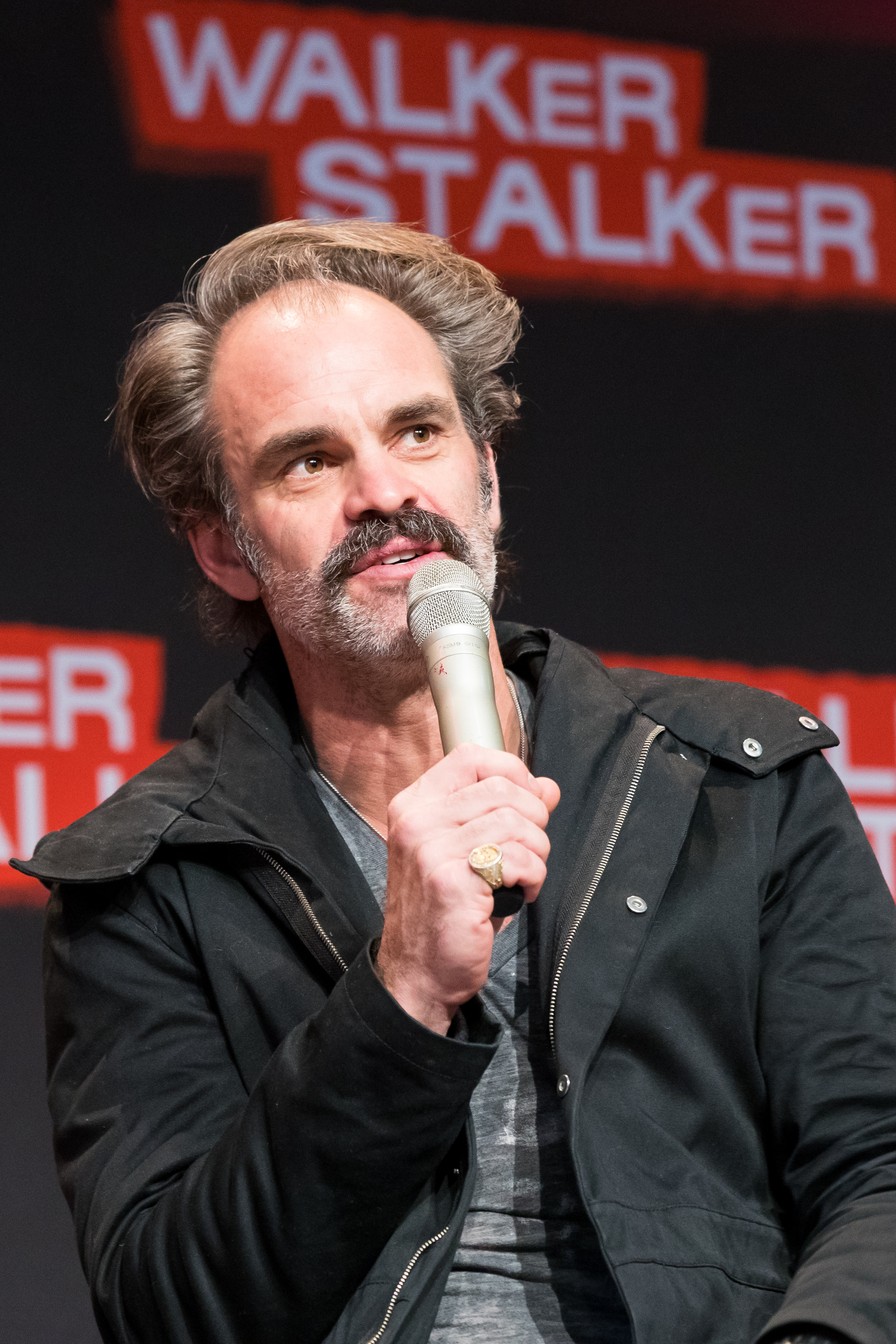
Steven Ogg interpreta Simon
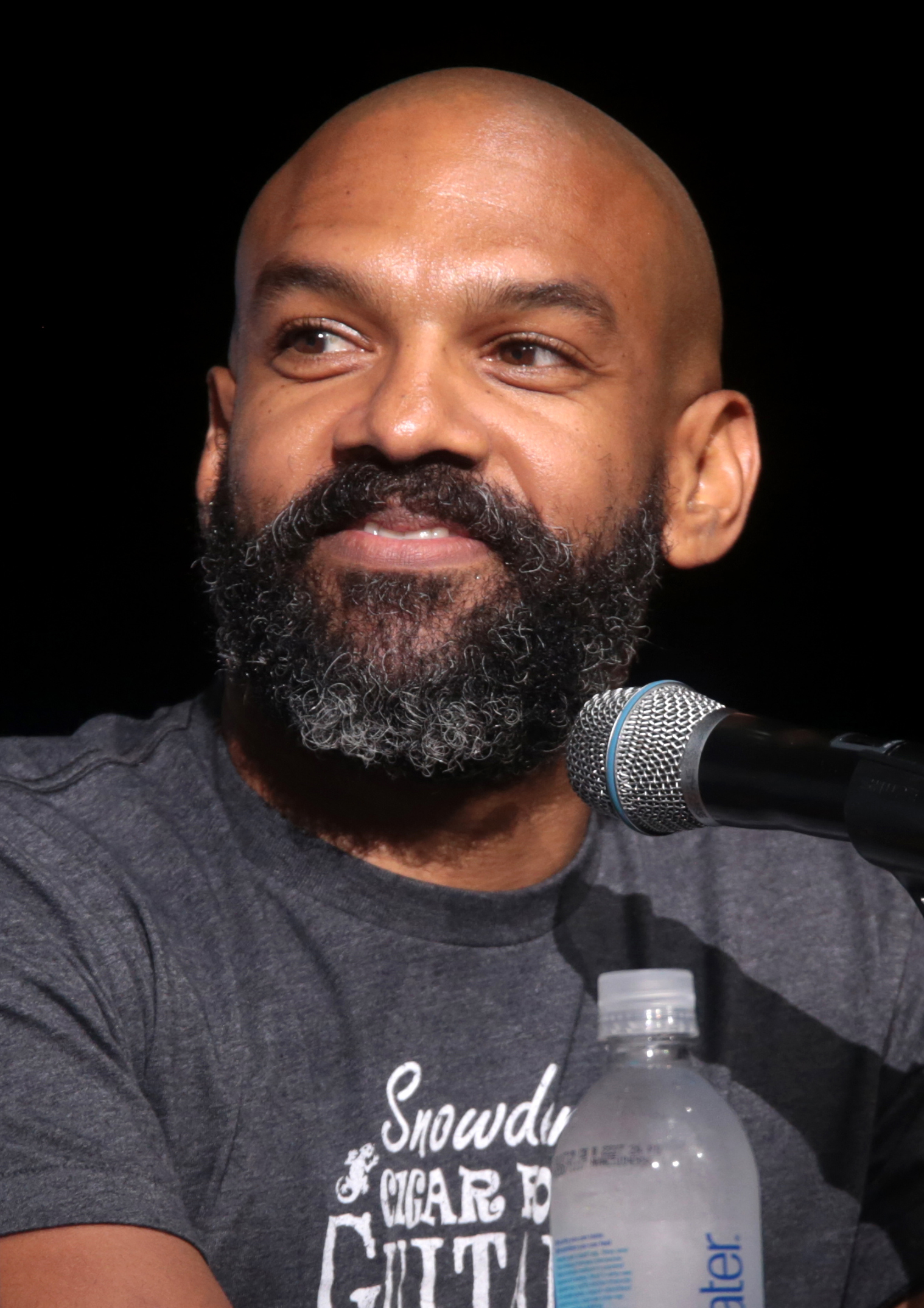
Khary Payton interpreta Ezekiel
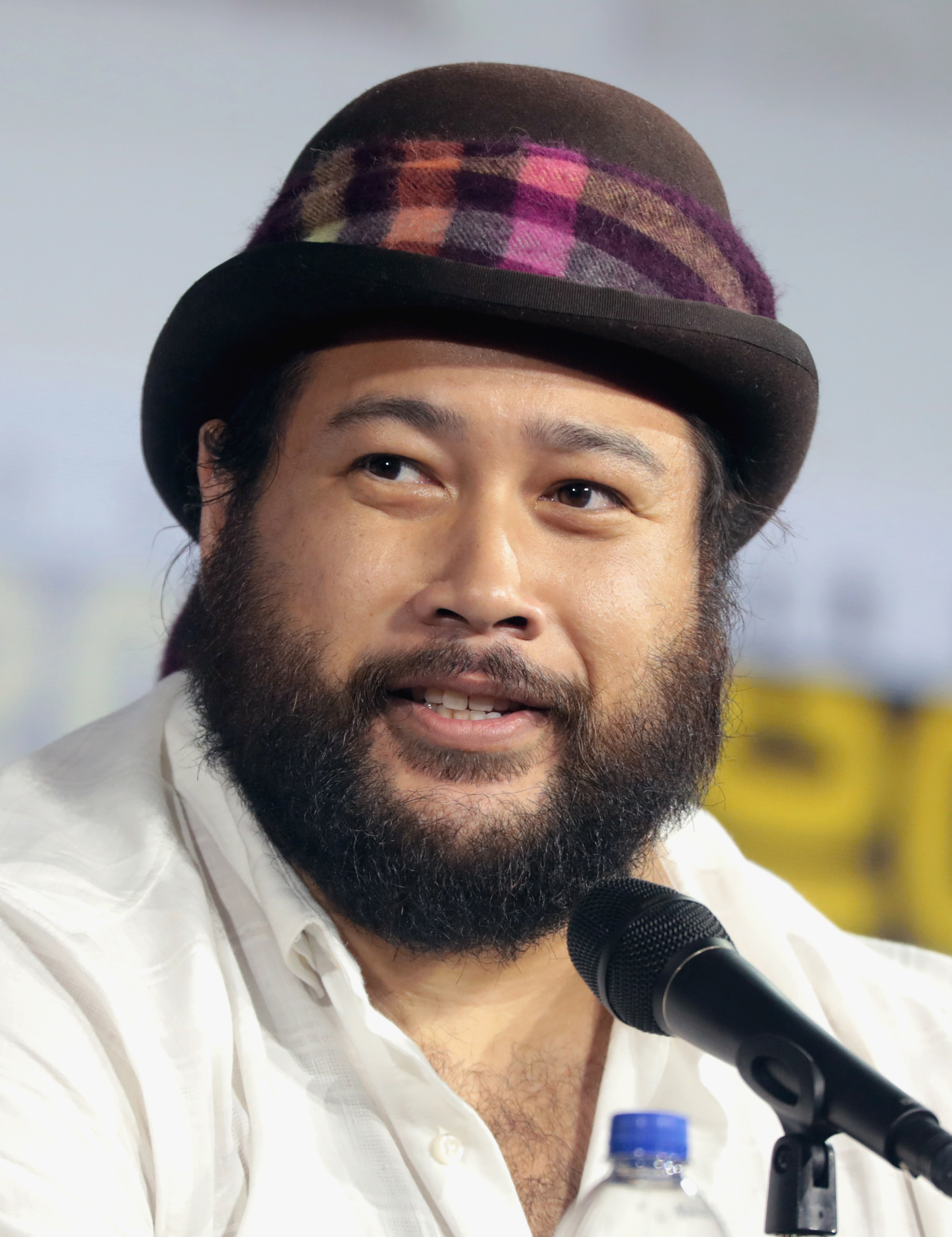
Cooper Andrews interpreta Jerry
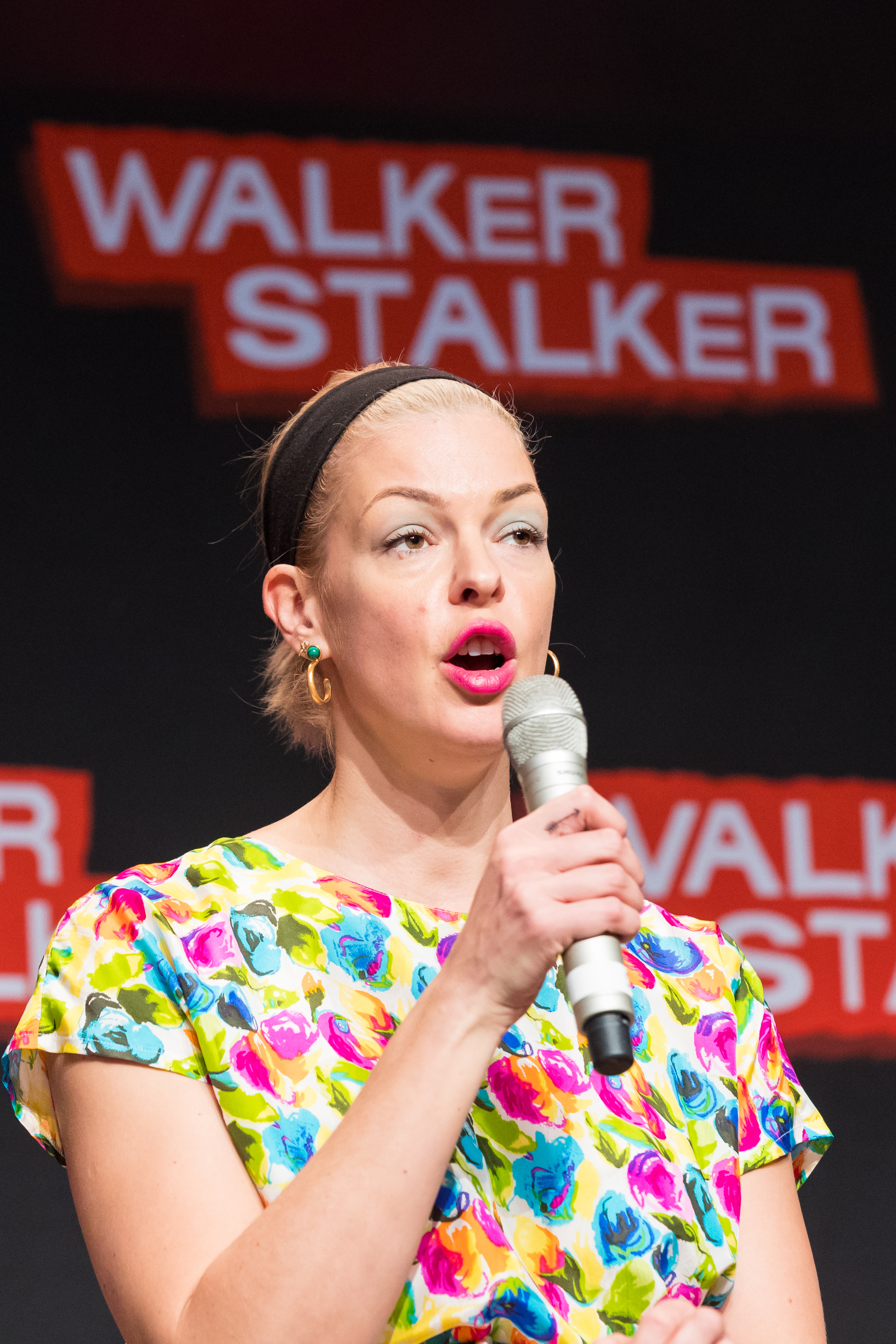
Pollyanna McIntosh interpreta Jadis
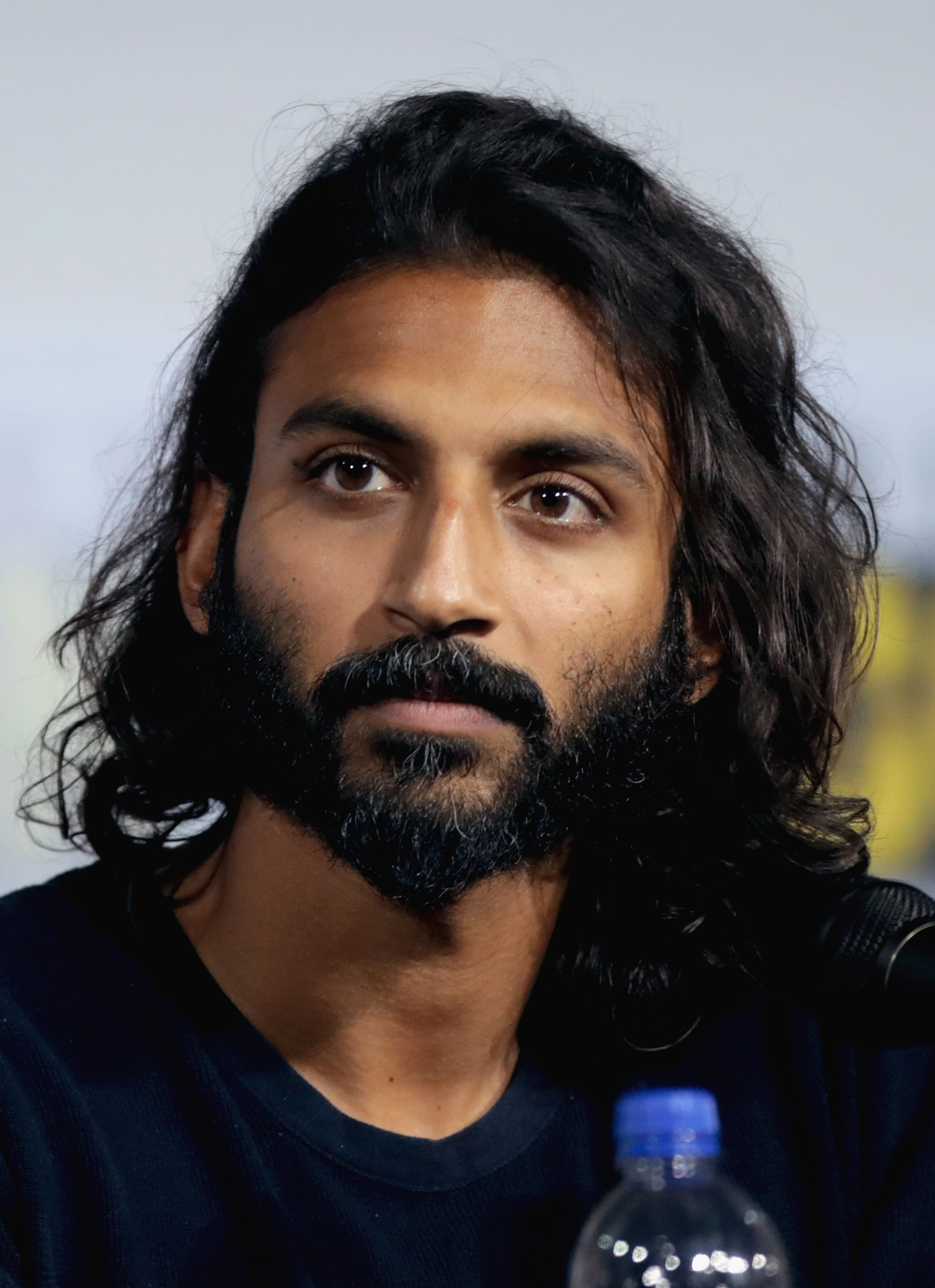
Avi Nash interpreta Siddiq
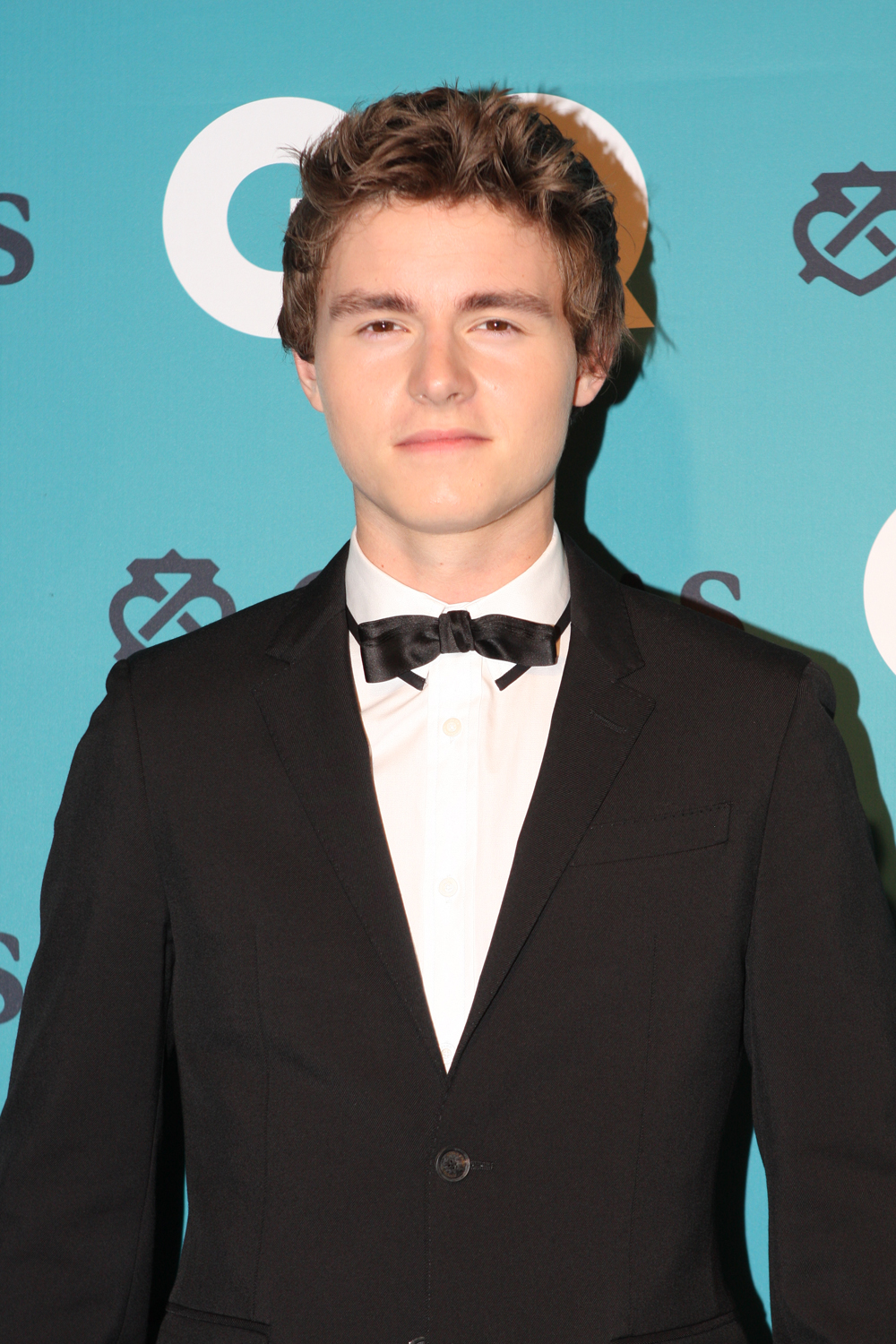
Callan McAuliffe interpreta Alden
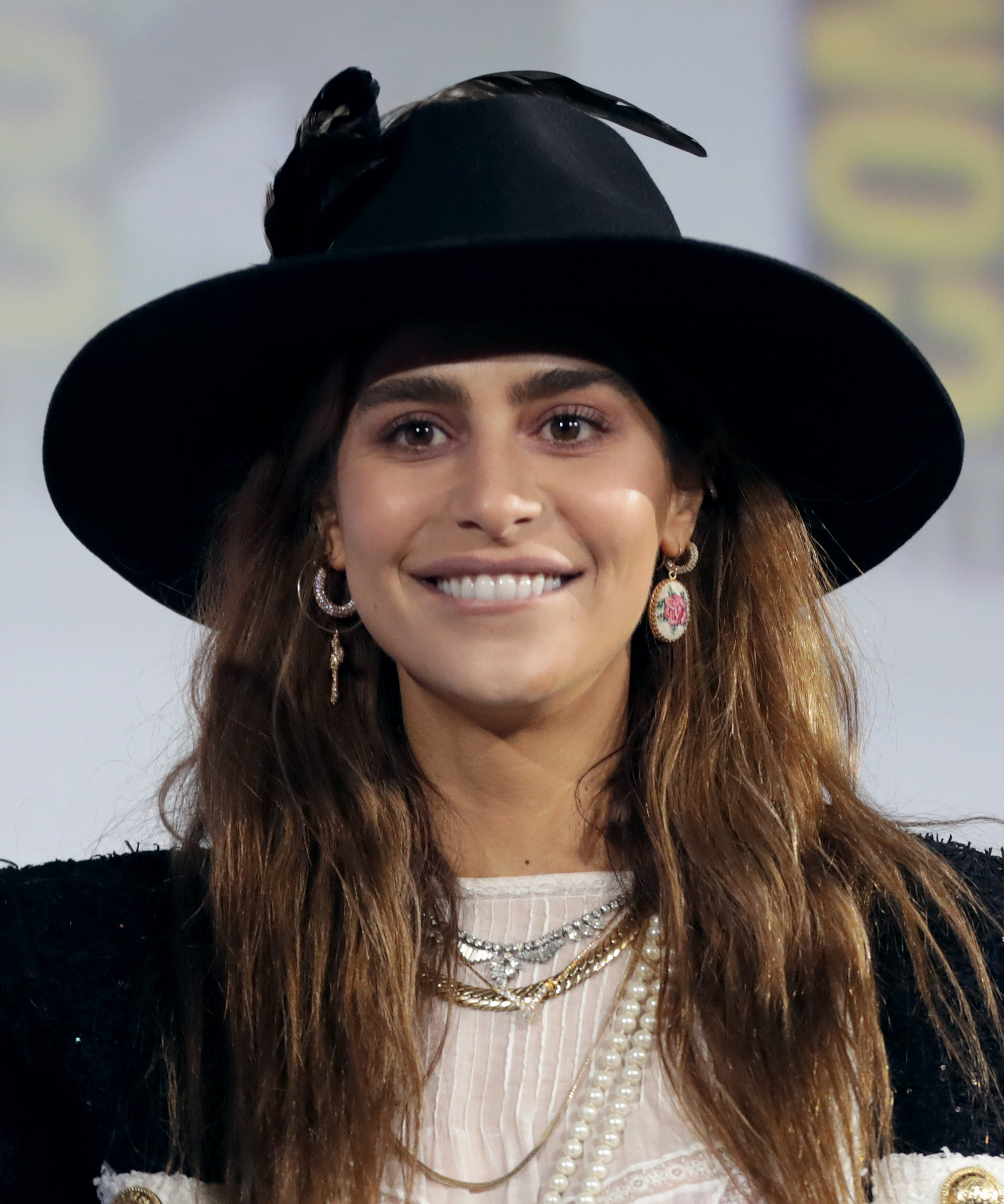
Nadia Hilker interpreta Magna
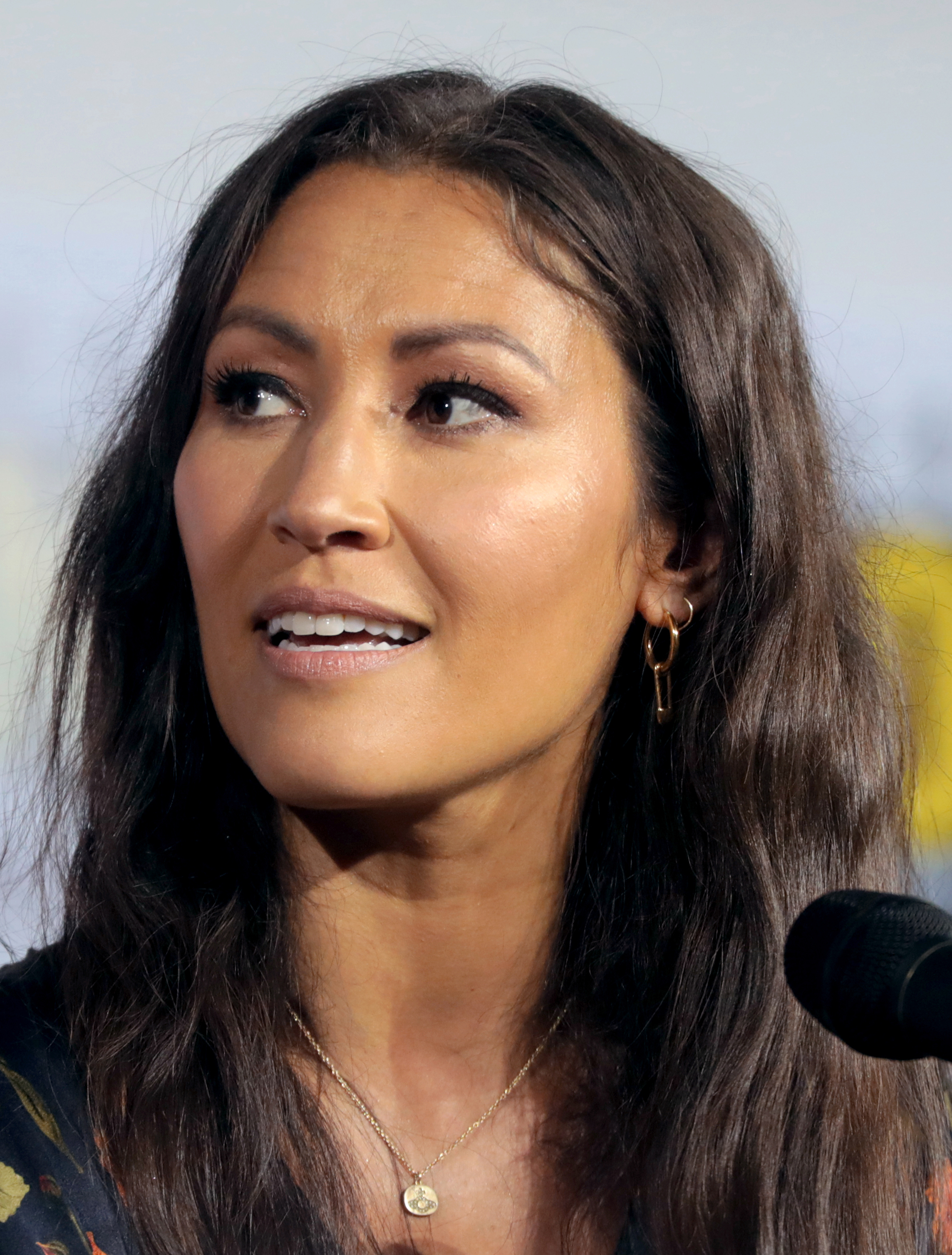
Eleanor Matsuura interpreta Yumiko
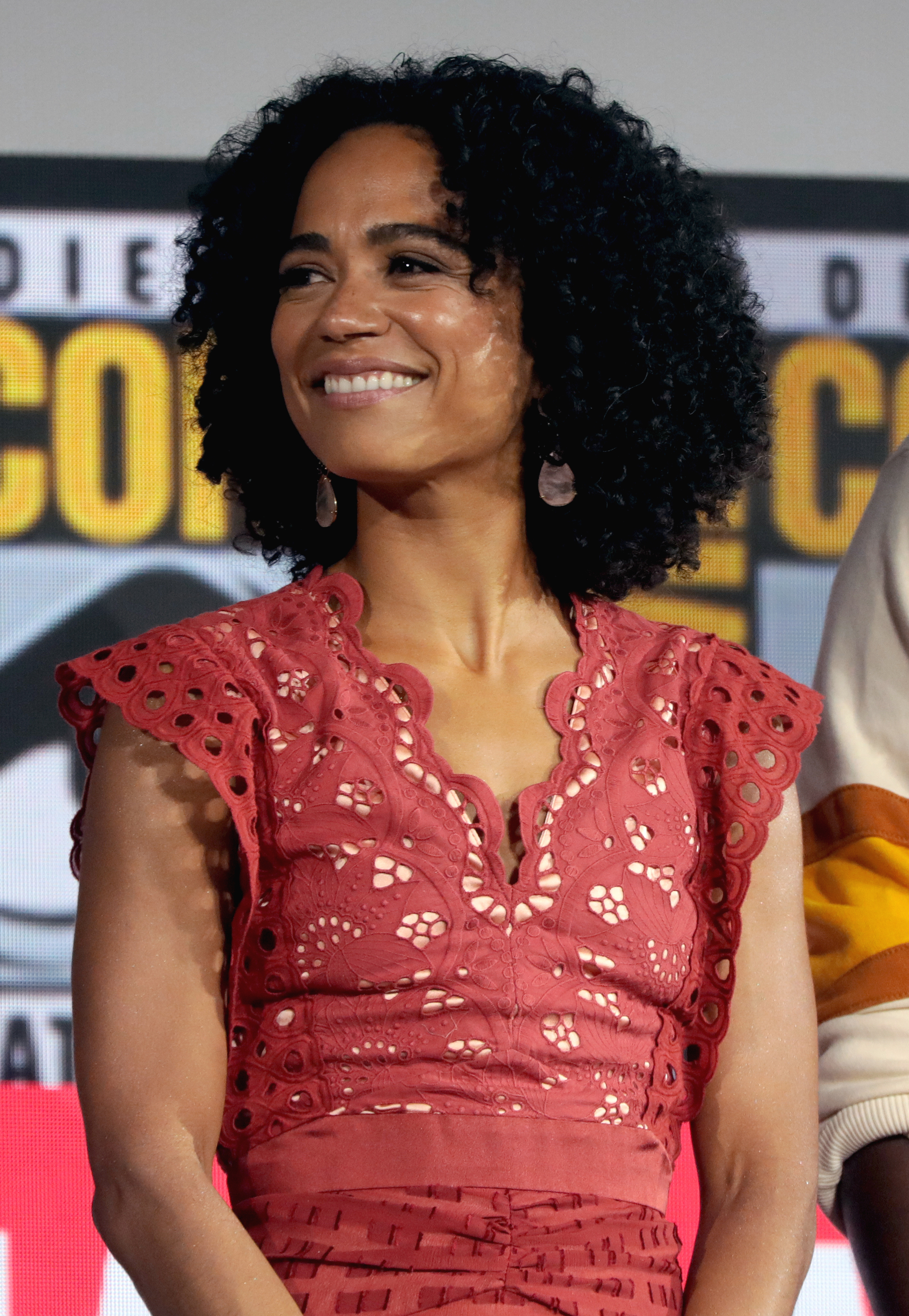
Lauren Ridloff interpreta Connie
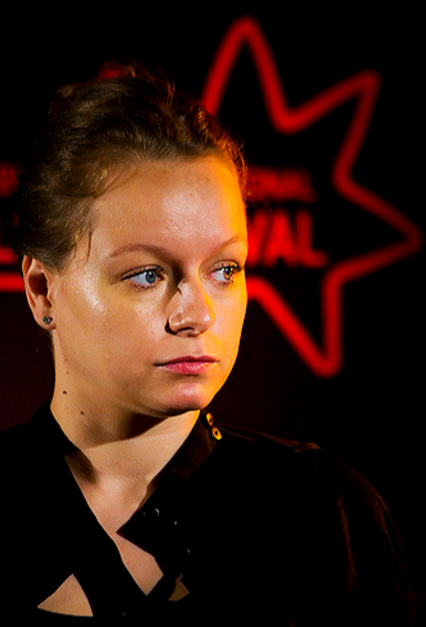
Samantha Morton interpreta Alpha
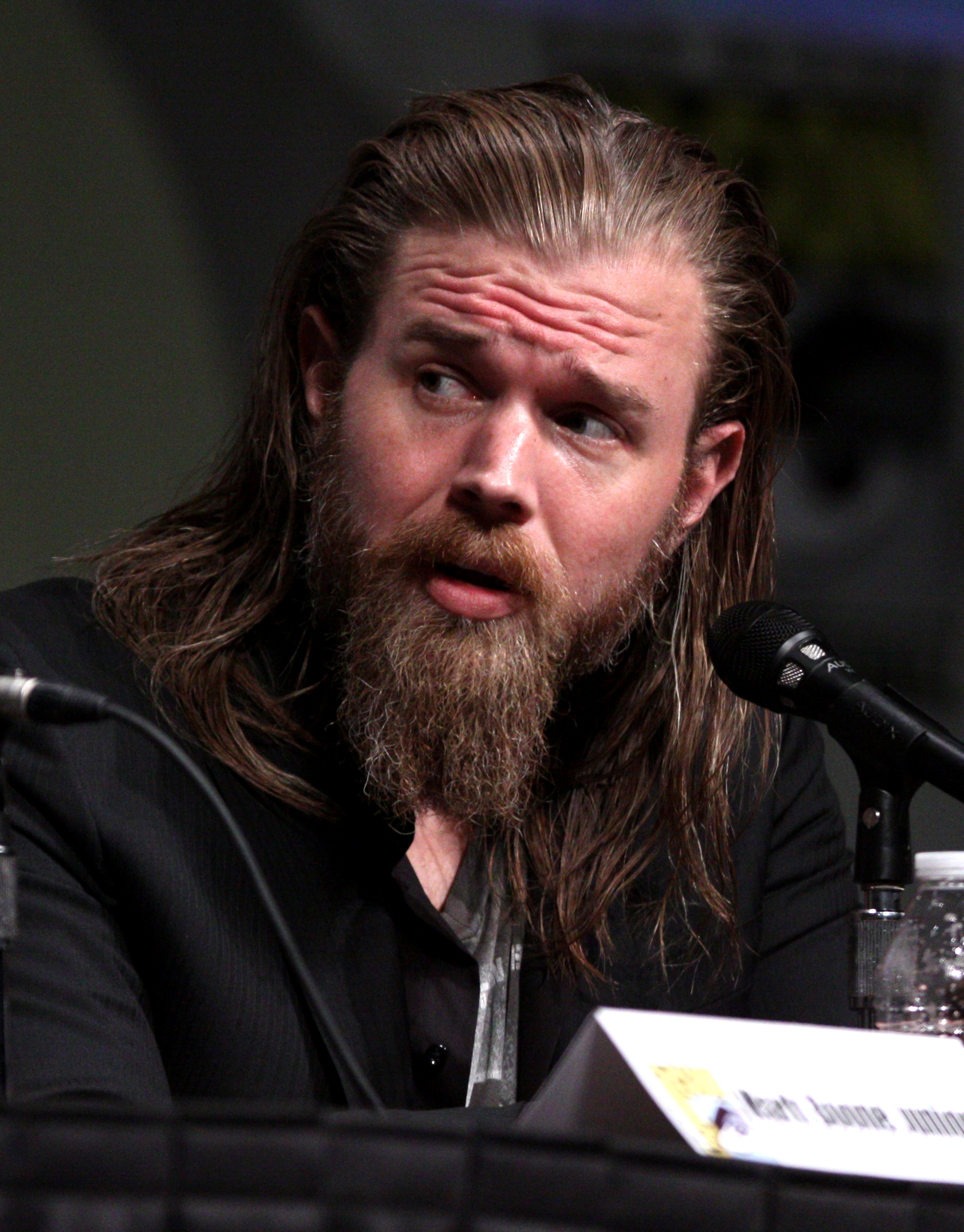
Ryan Hurst interpreta Beta

## Produzione

### Sviluppo

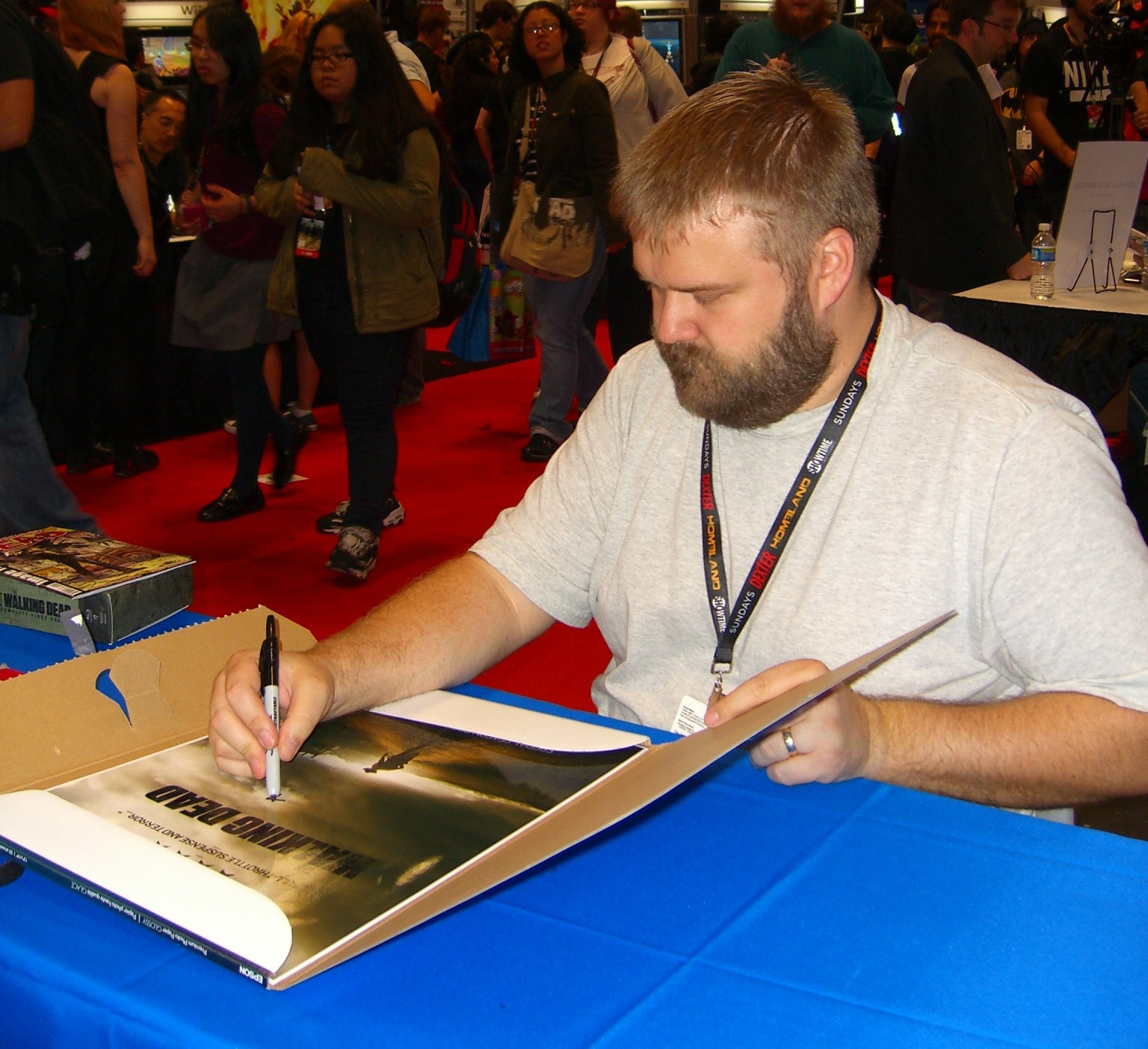
Il creatore del fumetto The Walking Dead Robert Kirkman, al New York Comic Con nel 2011

Il 20 gennaio 2010 l'emittente AMC ha annunciato ufficialmente di aver ordinato un episodio pilota per un possibile adattamento seriale del fumetto The Walking Dead, con Frank Darabont, Gale Anne Hurd e, soprattutto, Robert Kirkman come produttori esecutivi, affidando allo stesso Darabont regia e sceneggiatura. L'intera serie è stata ordinata in anticipo grazie alla solidità del materiale originale, della sceneggiatura e del coinvolgimento di Darabont. Nel gennaio 2010 una recensione sulla sceneggiatura dell'episodio pilota ha attirato maggiori attenzioni sul progetto. Il pilota è stato girato ad Atlanta a partire dal 15 maggio 2010, dopo che AMC aveva già ordinato una prima stagione da sei episodi. Le riprese dei rimanenti episodi sono incominciate il 2 giugno 2010, con Darabont come showrunner. Il 31 agosto 2010 Darabont ha annunciato il rinnovo di The Walking Dead per una seconda stagione, la cui produzione è incominciata nel febbraio del 2011. Al Comic-Con 2011, è stato mostrato il primo trailer della seconda stagione, rivelando che la trasmissione del nuovo ciclo di episodi sarebbe incominciata il 16 ottobre 2011, sempre sul canale via cavo AMC. Il 25 ottobre 2011 è stata annunciata una terza stagione di 16 episodi, dopo gli ottimi ascolti registrati dai primi episodi della seconda. Il 21 dicembre 2012 AMC ha confermato la serie per una quarta stagione di 16 episodi. Il 29 ottobre 2013 l'emittente ha rinnovato la serie anche per una quinta stagione, divisa sempre in due parti di 8 episodi ciascuna (16 in totale). Il 7 ottobre 2014 AMC ha rinnovato la serie per una sesta stagione, mentre il 30 ottobre 2015 ha confermato una settima stagione, inoltre, il 16 ottobre 2016, otto giorni prima della messa in onda della settima stagione, la serie viene rinnovata già per un'ottava stagione. Il 13 gennaio 2018 la serie è stata rinnovata per una nona stagione. Il 12 gennaio 2019 la serie è stata ufficialmente rinnovata per una decima stagione. Il 5 ottobre dello stesso anno la serie è stata rinnovata per un'undicesima e ultima stagione.

### Sceneggiatura e regia
La squadra di sceneggiatori della prima stagione era formata dal produttore esecutivo Frank Darabont, showrunner della serie, che ha sceneggiato o co-sceneggiato quattro dei sei episodi; dal produttore esecutivo Robert Kirkman, creatore del soggetto originale e del fumetto da cui è tratta la serie TV; dal produttore esecutivo Charles H. Eglee; dal co-produttore esecutivo Jack LoGiudice; dal produttore consulente Adam Fierro e da Glen Mazzara. Tutti hanno contribuito principalmente a un episodio a testa. Oltre all'episodio pilota, che era stato diretto da Darabont, i rimanenti episodi sono stati diretti da Michelle MacLaren, Gwyneth Horder-Payton, Johan Renck, Ernest Dickerson, e Guy Ferland.
Il 1º dicembre 2010, Deadline.com ha riportato che Darabont aveva licenziato la squadra di sceneggiatori, tra cui il produttore esecutivo Charles H. Eglee, e aveva intenzione di usare sceneggiatori indipendenti per la seconda stagione. Kirkman ha definito l'annuncio «prematuro» e ha dichiarato che Eglee, non «volendo essere secondo in comando» ed essendo «abituato a essere il capo», aveva abbandonato la serie quando Darabont aveva deciso di rimanere come showrunner, e che non era stata presa ancora alcuna decisione definitiva riguardo agli sceneggiatori della seconda stagione. Il 3 dicembre 2010, in un'intervista con Entertainment Weekly, il produttore esecutivo Gale Anne Hurd ha commentato la questione affermando: «È del tutto inesatto. Tra la squadra di sceneggiatori ci sono persone che hanno altri progetti che saranno la loro priorità nel caso in cui ne venga ordinato un pilota o una serie. Penso che Eglee abbia solo deciso di dedicarsi a un proprio show». Hurd ha anche rivelato che la serie sarebbe tornata in onda nell'ottobre del 2011, e che Darabont e Kirkman avrebbero delineato la sceneggiatura della seconda stagione all'inizio del 2011. Ha anche confermato che «ognuno del cast principale ha firmato per più stagioni».
Nel luglio del 2011, a metà della produzione della seconda stagione, Frank Darabont ha abbandonato il suo incarico di showrunner. Si pensò che la decisione fosse dovuta all'incapacità di Darabont di adattarsi ai ritmi della produzione televisiva. Tuttavia The Hollywood Reporter ha riportato che Darabont si sarebbe licenziato per delle controversie relative a previsti tagli del budget e all'ingerenza della direzione. Il produttore esecutivo Glen Mazzara è stato in seguito assunto come nuovo showrunner della serie. Allo staff della seconda stagione si sono uniti nuovi sceneggiatori, tra cui il co-produttore esecutivo Evan Reilly, il produttore Scott M. Gimple e la story editor Angela Kang.
Dopo la conclusione della terza stagione, Glen Mazzara ha lasciato il suo incarico di showrunner e produttore esecutivo della serie, in comune accordo con AMC. La decisione è stata causata da una «differenza di opinioni sulla direzione che la serie debba intraprendere».
Il nuovo showrunner della serie è Scott M. Gimple, già produttore, produttore esecutivo e supervisore alla produzione della serie, in carica dalla quarta all'ottava stagione. A partire dalla nona stagione, sarà Angela Kang a prendere il suo posto. Il 1 aprile 2022 sono state completate le riprese dell'ultimo episodio della serie.

## Colonna sonora
La colonna sonora è firmata da Bear McCreary, già autore delle musiche di Battlestar Galactica e di The Sarah Connor Chronicles. Nel quinto episodio della prima stagione è presente il brano Adagio in D minor composto da John Murphy, già usato nella colonna sonora del film del 2007 Sunshine di Danny Boyle. Nell'ultimo episodio della prima stagione viene usato il brano Running to the Rain di Peter Gabriel, dalla colonna sonora del film La generazione rubata.

## Accoglienza

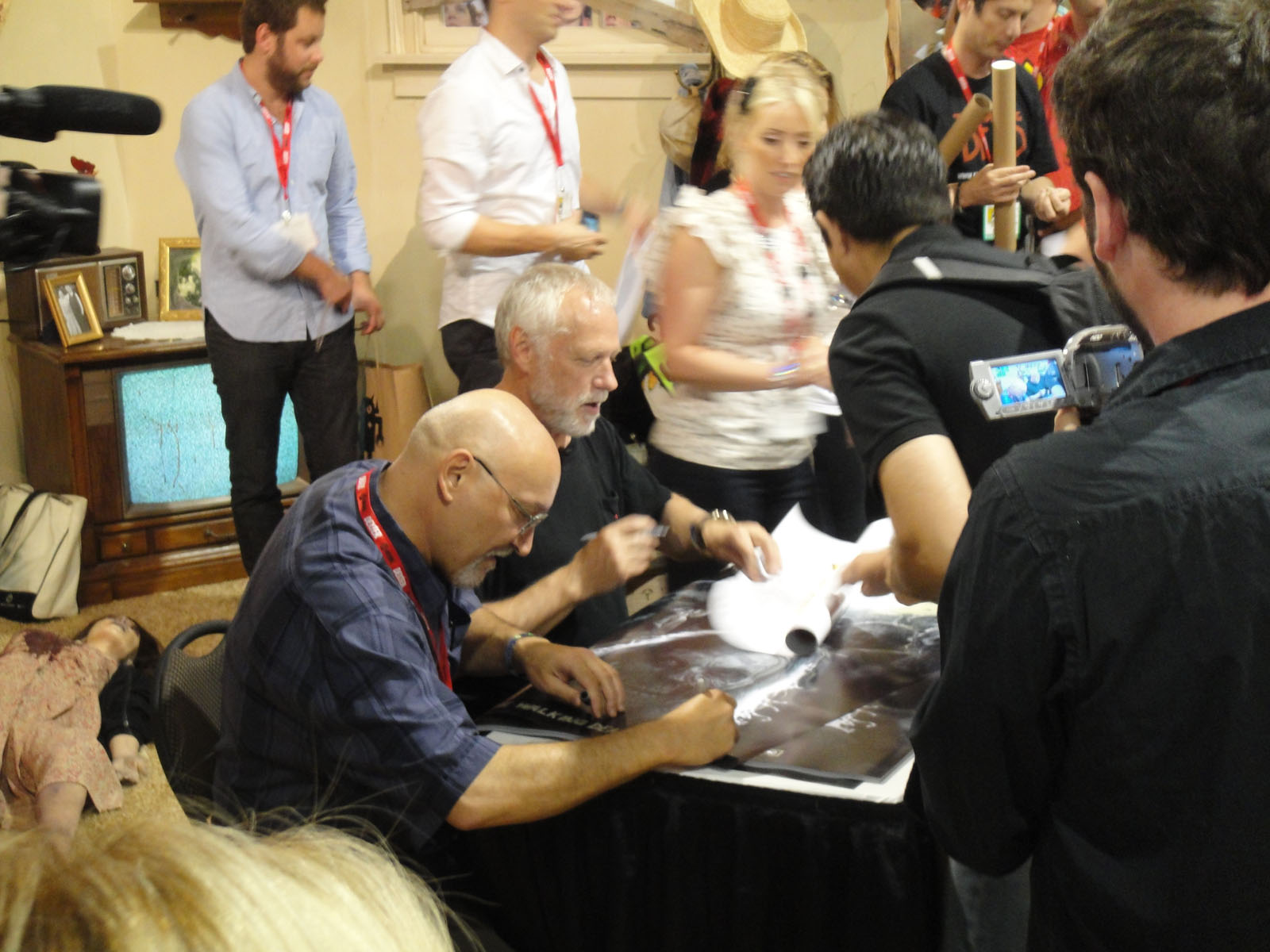
Frank Darabont (ideatore della serie TV) e Drew Struzan (famoso illustratore, autore del poster della serie) mentre firmano autografi al San Diego Comic-Con International 2010

Nancy deWolf Smith del Wall Street Journal ha affermato che «l'episodio pilota è così bello che ha catturato anche una che detesta gli zombie come me». Secondo la Smith, ciò che ha reso l'episodio così bello è il fatto che appare reale e sembra cinematografico. Heather Havrilesky di Salon.com ha incluso la serie nella sua lista delle nove nuove serie televisive da non perdere, assegnandole il voto "A" e il commento: «Una serie televisiva di qualità cinematografica sugli zombie? Qualcuno mi dia un pizzicotto!». La serie, dopo la messa in onda dell'episodio pilota, ha ottenuto un punteggio di 85 su 100 sul sito Metacritic, basato su 25 recensioni e associato all'indicazione «acclamazione universale».
Il primo episodio della serie è stato visto da 5,3 milioni di telespettatori: si tratta dell'episodio pilota di una serie televisiva dell'emittente AMC con più ascolti in assoluto. Il famoso romanziere Stephen King ha inserito il quinto episodio della prima stagione al secondo posto della sua personale lista dei migliori show televisivi del 2010. L'ottavo episodio della seconda stagione, trasmesso dopo una lunga pausa nella messa in onda, è stato seguito da 8,1 milioni di telespettatori, battendo tutti i record delle serie tv trasmesse via cavo. L'ultimo episodio della seconda stagione raggiunse gli 8.991.000 spettatori, mentre tale record venne nuovamente superato dalla première della terza stagione, vista da 10,9 milioni di spettatori.
Il primo episodio della quarta stagione totalizzò invece 16.111.000 telespettatori, record battuto successivamente dalla première della quinta stagione che totalizzò 17.286.000 telespettatori. Ottimi furono gli ascolti registrati anche dalle première della sesta e settima stagione, seguite rispettivamente da 14.633.000 e da 17.029.000 telespettatori, consacrando definitivamente la serie come lo show più seguito sulla TV via cavo.
Il primo episodio dell'ottava stagione raccolse ascolti minori seppur ottimi, registrando 11.439.000 spettatori. La première della nona stagiona stagione totalizzò invece 6.076.000 telespettatori. Nonostante il calo di ascolti, la nona stagione riscuote recensioni molto positive, tra le più alte di tutta la serie, su Rotten Tomatoes ha ottenuto un punteggio di 91 su 100, basato su 19 recensioni.
Gli ascolti cominciarono a calare gradualmente durante la settima stagione e continuarono a diminuire costantemente, cosa da imputarsi a svariati fattori, inclusa la presunta morte del personaggio di Rick Grimes e il generale calo di interesse del pubblico nei confronti della serie. Al termine dell'undicesima stagione, gli ascolti erano calati al punto che c'erano meno spettatori che in qualsiasi momento dalla prima stagione dello serie.

## Riconoscimenti
La serie ha ricevuto una candidatura ai Golden Globe 2011 come miglior serie drammatica, ma tale premio è stato consegnato alla serie Boardwalk Empire del network HBO.
- AFI Awards 2010
  - AFI TV Programme of the Year
- Saturn Awards 2010
  - Best Television Presentation
- Eddie Awards 2011
  - Best Edited One-Hour Series for Commercial Television a Hunter M. Via per l'episodio I giorni andati
- Golden Reel Awards 2011
  - Best Sound Editing in Television Short Form - Dialogue and Automated Dialogue Replacement a Kenneth Young, Bruce M. Honda, Darleen Stoker, Lou Thomas, Walter Newman per l'episodio Una via d'uscita
- Premi Emmy 2011
  - Miglior makeup per una serie, miniserie, film o speciale (prostetico) a Greg Nicotero, Andy Schoneberg, Garrett Immel, Jake Garber, Kevin Wasner, Howard Berger e Jaremy Aiello per l'episodio I giorni andati
- Saturn Awards 2011
  - Best Presentation on Television
  - The Innovator Award a Robert Kirkman
- Premi Emmy 2012
  - Miglior makeup per una serie, miniserie, film o speciale (prostetico) a Greg Nicotero, Jake Garber, Andy Schoneberg, Kevin Wasner, Gino Crognale, Carey Jonse e Garrett Immel per l'episodio La strada da percorrere
- Golden Reel Awards 2012
  - Best Sound Editing in Television Long Form - Sound Effects & Foley a Gary D. Rogers, Gregg Barbanell, Pamela Kahn, Stacey Michaels per l'episodio La strada da percorrere
- Satellite Awards 2012
  - Miglior serie TV di genere
  - Miglior cast televisivo
- People's Choice Awards 2014
  - Serie tv drammatica preferita
- People's Choice Awards 2016
  - Nomination Miglior show televisivo
- Screen Actors Guild Awards 2016
  - Nomination Migliore controfigura televisiva
- Saturn Awards 2019
  - Miglior serie TV horror

## Webserie
Il 3 ottobre 2011, circa due settimane prima della messa in onda della seconda stagione della serie, la AMC ha reso disponibile online una webserie intitolata The Walking Dead: Torn Apart composta da sei episodi della durata di circa tre minuti ciascuno. La serie, diretta da Greg Nicotero e sceneggiata da Nicotero e John Esposito, narra le vicende avvenute proprio durante lo scoppio dell'epidemia e si concentrano in particolare sulla figura di Hannah, conosciuta dai fan della serie anche come "Bicycle Girl", il primo zombie che Rick Grimes incontra nel corso della serie. Gli attori protagonisti di questa webserie sono Lilli Birdsell nel ruolo di Hannah, Rick Otto nel ruolo di Andrew, Rex Linn nel ruolo di Mike Palmer, Danielle Burgio nel ruolo di Judy, Madison Leisle nel ruolo di Jamie e Griffin Cleveland nel ruolo di Billy. Dopo essere stata distribuita online sul sito ufficiale della serie televisiva il 3 ottobre 2011, la serie è anche stata doppiata in italiano e distribuita online su Foxtv.it a partire dal 21 novembre 2011 col titolo Storia di uno zombie.
Il 1º ottobre 2012, due settimane prima dell'esordio della terza stagione, AMC ha pubblicato online una seconda webserie di quattro episodi, intitolata The Walking Dead: Cold Storage. Anche questa serie è frutto della collaborazione di Greg Nicotero e John Esposito. Gli interpreti sono Josh Stewart nel ruolo di Chase, Daniel Roebuck nel ruolo di B.J., Cerina Vincent nel ruolo di Kelly e Chris Nelson nel ruolo di Harris.
Nella terza webserie intitolata The Walking Dead: The Oath, ancora una volta diretta da Greg Nicotero tramite la collaborazione John Esposito, composta da tre episodi, troviamo Karina (Ashley Bell) e Paul (Wyatt Russell), due sopravvissuti che trovano rifugio in un ospedale, dove incontrano una dottoressa (Ellen Greene) che ha fatto una strana scelta di vita. Particolarità nel finale è l'avvertimento affisso da Paul sulla porta della caffetteria (Don't Open Dead Inside), palesemente uguale (anche nella grafia) a quello affisso sulla caffetteria presente nel primo episodio della prima stagione (le differenze di scenario sono minime, ma comunque tali da far pensare che sia lo stesso ospedale).
Una quarta webserie intitolata The Walking Dead: Red Machete, narra la storia del machete col manico rosso che Rick utilizzò per uccidere Gareth nella quinta stagione. La webserie è composta da 6 episodi, è iniziata il 22 ottobre 2017 e si è conclusa il 9 aprile 2018.

## Spin-off
Nel 2015 viene prodotto il primo spin-off della serie madre, Fear the Walking Dead, andato in onda dal 23 agosto 2015 al 2023, concludendosi con l'ottava stagione.
Il secondo spin-off a esser prodotto è stato The Walking Dead: World Beyond, composto da due stagioni, è andato in onda su Prime Video tra il 4 ottobre 2020 e il 5 dicembre 2021.
Il 14 agosto 2022 su AMC ha debuttato il terzo spin-off, Tales of the Walking Dead, che sarà seguita da un'ulteriore serie antologica ordinata dall'emittente televisivo nell'aprile 2023: More Tales from the Walking Dead Universe.
Dopo la conclusione della serie madre viene annunciato il quarto spinoff, che prende il nome di The Walking Dead: Dead City: ambientato a Manhattan, vede i personaggi di Maggie Greene e Negan Smith. La prima stagione è andata in onda dal 18 giugno al 23 luglio 2023, e il progetto è stato rinnovato per una seconda stagione il 21 luglio 2023.
Il quinto spin-off che verrà pubblicato è The Walking Dead: Daryl Dixon, ambientato in Francia, vedrà come unico protagonista il personaggio di Norman Reedus nella prima stagione. La serie è uscita il 10 settembre 2023 ed è stata rinnovata per una seconda stagione, che vedrà entrare anche la protagonista Melissa McBride, ed una terza stagione.
Tra il 2018 e il 2019, in seguito all'abbandono dalla serie di Andrew Lincoln, venne annunciata la produzione di una trilogia di film riguardante alcune vicende sul personaggio di Rick Grimes. Il progetto si tramuta poi in una serie televisiva riguardante anche Michonne che prende il nome di The Walking Dead: The Ones Who Live in uscita nel 2024; il primo teaser è uscito il 21 luglio 2023, insieme al titolo ufficiale, al Comic-Con di San Diego.

## Altri media
Dal telefilm è stato tratto nel 2013 un videogioco per varie piattaforme, dal titolo The Walking Dead: Survival Instinct, sviluppato da Terminal Reality. Protagonisti del gioco sono Daryl e Merle Dixon, e la storia è ambientata alcuni giorni prima degli eventi narrati nella serie televisiva, fungendo quindi da prequel. Per l'occasione gli attori Norman Reedus e Michael Rooker hanno ripreso i loro ruoli di Daryl e Merle e hanno prestato voci e sembianze ai personaggi nel gioco.
Dal fumetto, invece, è stato tratto nel 2012 un videogioco a episodi intitolato The Walking Dead, sviluppato da Telltale Games e vincitore di numerosi premi di settore.